# Commissione parlamentare (Italia)
La commissione parlamentare è un organo collegiale del Parlamento della Repubblica Italiana, previsto dall'articolo 72 della Costituzione, al quale vengono assegnati i disegni di legge prima che essi vengano discussi in sede parlamentare.

## Storia
Nelle tornate del 24-26 luglio 1920 e 6 agosto 1920, la Camera modificò il suo regolamento istituendo le Commissioni permanenti.
In epoca repubblicana l'istituto delle Commissioni permanenti fu costituzionalizzato.
Come stabilisce il terzo comma dell'art. 72 della Costituzione, la composizione dei membri delle commissioni deve rispettare le proporzioni tra i vari gruppi parlamentari:
(Articolo 72, comma I e II, Costituzione della Repubblica Italiana)
Il funzionamento delle commissioni parlamentari permanenti presso il Senato della Repubblica è disciplinato dal capo VI del Regolamento (dagli articoli 21 al 51), quello delle commissioni presso la Camera dei Deputati è determinato dal capo V del regolamento della Camera (dall'art. 19 all'art. 22).
La commissione esamina il progetto di legge in diverse sedi: referente, redigente, sede legislativa (o deliberante) e consultiva (quando è espresso il proprio parere ma il disegno di legge è affidato ad un'altra commissione).
Il disegno di legge è rimesso alla Camera, se il Governo o un decimo dei componenti della Camera o un quinto della commissione richiedono che sia discusso o votato dalla Camera stessa oppure che sia sottoposto alla sua approvazione finale con sole dichiarazioni di voto.

## Procedimenti legislativi

### Commissione in sede referente
È la procedura ordinaria: le commissioni discutono il disegno di legge nel suo complesso e articolo per articolo. La relazione della commissione è unica qualora i membri della commissione abbiano maturato un accordo unanime sul testo, sono, invece, plurime quando, accanto ad una posizione maggioritaria, siano emerse diverse posizioni minoritarie.
La commissione in sede referente ha quindi il compito di preparare i documenti che poi saranno trasmessi in assemblea per il voto che si svolge prima sui caratteri generali della proposta, poi sui singoli articoli (che possono essere emendati, soppressi o sostituiti) ed infine sull'intero testo.
I tempi che scandiscono la procedura normale, previste dai regolamenti parlamentari, possono essere abbreviate quando, su richiesta del proponente, del governo, del presidente di commissione, venga dichiarata l'urgenza della proposta di legge in esame.
In ogni caso, secondo quanto prevede l'art. 72 Cost. ultimo comma, le camere sono vincolate ad adottare tale procedura per i disegni di legge in materia costituzionale ed elettorale e per quelli di delegazione legislativa, di autorizzazione a ratificare trattati internazionali, di approvazione di bilanci e consuntivi. Sono queste le materie coperte da "riserva all'assemblea" di cui all'art. 72 Cost., ultimo comma. A queste, tuttavia, vanno aggiunti due ulteriori casi: è prevista, infatti, la procedura ordinaria con commissione in sede referente anche nell'ipotesi di rinvio presidenziale motivato delle leggi alle Camere e nel caso di conversione dei decreti-legge.

### Commissione in sede legislativa o deliberante
Il procedimento in sede legislativa è di tipo decentrato: si svolge all'interno della commissione competente, escludendo del tutto l'intervento dell'Assemblea, e svolgendo una vera e propria deliberazione. Per quanto riguarda l'assegnazione della proposta a tale commissione, al Senato è decisa dal suo Presidente, che ne dà comunicazione all'Assemblea (art. 35 R.S.); alla Camera, invece, la decisione del presidente vale solo come proposta, che viene accolta nel momento in cui nessun deputato chiede di sottoporla al voto dell'assemblea (art. 92 R.C.D,).
Oltre ai limiti stabiliti per materia (riserva di Assemblea), ci sono limiti procedurali: il Governo o un decimo dei componenti di ciascuna Camera o un quinto della stessa commissione, possono infatti esercitare la "Richiesta di remissione all'Assemblea", determinando un passaggio di sede da legislativo a referente e coinvolgendo l'Assemblea.

### Commissione in sede redigente
Il procedimento in sede redigente è un ibrido previsto indirettamente dall'articolo 72 della Costituzione, dove la commissione delibera sul testo articolo per articolo, mentre l'Assemblea soltanto per votazione finale. Per quanto vi sia una votazione finale da parte del plenum dell'assemblea, si considera questo tipo di procedimento affine a quello in sede legislativa o deliberante, e dunque assoggettato agli stessi poteri di richiamo previsti per quest'ultima. Alla commissione vengono fatte confluire più proposte di legge che questa valuterà e poi con queste la commissione formerà un'unica proposta di legge la quale sarà poi posta al giudizio della camera stessa.

### Commissione in sede consultiva
La commissione in sede consultiva svolge un lavoro parallelo, esprimendo un parere su un disegno di legge affidato ad un'altra commissione perché competente, ma che presenta alcuni aspetti che riguardano altre commissioni.
I pareri che questo tipo di commissione può esprimere, si dividono in obbligatori, facoltativi e vincolanti. Sono obbligatori quelli che il Presidente dell'Assemblea deve prevedere, in base a regolamenti parlamentari, all'atto di assegnazione; i pareri facoltativi sono richiesti dalla commissione competente nel merito o dal Presidente a quella consultiva; i pareri vincolanti devono essere osservati dalle commissioni in sede referente e legislativa, che può comunque arenare il progetto di legge o rimettere all'Assemblea non attendendoli.
I pareri vanno espressi in certi limiti stabiliti dai regolamenti parlamentari, che possono comunque essere derogati dalla commissione di merito; se entro il limite non viene espresso il parere, la commissione di merito può procedere.

## Procedimenti informativi o di controllo
Con le modifiche parlamentari successive al 1971, "le opposizioni si sono viste attribuire alcune garanzie: in primo luogo, più ampie possibilità conoscitive e di controllo, come l’introduzione del question time per interrogazioni al presidente del Consiglio ed in commissione, o la possibilità di chiedere relazioni tecniche all’esecutivo per garantire maggiore incisività nell’attività di istruttoria. Questo, non tanto per favorire, come in passato, la cogestione delle funzioni parlamentari, quanto per dotare la minoranza di strumenti atti a vigilare sull’operato della maggioranza". Ciò ha inciso anche sulla funzione consultiva, estendendola agli schemi di decreto delegato prima della definitiva emanazione, ovvero, in ambiti esterni al procedimento legislativo, alle proposte di nomina di spettanza del Governo.
A tal proposito, "in base alla legge n. 14/1978, la richiesta di parere alle competenti commissioni parlamentari deve indicare i motivi che giustificano la scelta secondo criteri di capacità professionale dei candidati e degli incarichi precedentemente svolti, e, specularmente, il parere parlamentare deve essere motivato anche in relazione «ai fini e agli indirizzi di gestione che si intendono perseguire nell’istituto o ente pubblico». Nella prassi i dati forniti dal governo sono spesso sommari, e le commissioni devono sollecitare ulteriori informazioni ritenute necessarie per esprimere un parere, ottenendo peraltro risposte reticenti e incomplete. Benché possano attivare in proprio procedure informative, le commissioni non sono tuttavia autorizzate – secondo l’orientamento della presidenza di entrambe le Camere che fa proprio un parere della giunta per il regolamento – a procedere direttamente all’audizione del designato, sostanzialmente per evitare che il parlamento tenda per questa via a vincolare il designato a determinati indirizzi".

## Commissioni permanenti
Le Commissioni permanenti sono quelle commissioni che hanno specifiche competenze in determinate materie e intervengono sempre nel procedimento di formazione della legge.
Il numero dei parlamentari di ciascun gruppo deve rispecchiare proporzionalmente quello ottenuto in parlamento, a seguito delle votazioni.

### Camera dei deputati
Nell'attuale XIX legislatura, presso la Camera dei deputati sono istituite le seguenti 14 Commissioni permanenti:
- I Affari costituzionali, della Presidenza del consiglio e interni
- II Giustizia
- III Affari esteri e comunitari
- IV Difesa
- V Bilancio, tesoro e programmazione
- VI Finanze
- VII Cultura, scienza e istruzione
- VIII Ambiente, territorio e lavori pubblici
- IX Trasporti, poste e telecomunicazioni
- X Attività produttive, commercio e turismo
- XI Lavoro pubblico e privato
- XII Affari sociali
- XIII Agricoltura
- XIV Politiche dell'Unione europea

|                       |                                          | Presidenti delle Commissioni parlamentari permanenti presso la Camera dei Deputati | Presidenti delle Commissioni parlamentari permanenti presso la Camera dei Deputati | Presidenti delle Commissioni parlamentari permanenti presso la Camera dei Deputati | Presidenti delle Commissioni parlamentari permanenti presso la Camera dei Deputati | Presidenti delle Commissioni parlamentari permanenti presso la Camera dei Deputati | Presidenti delle Commissioni parlamentari permanenti presso la Camera dei Deputati | Presidenti delle Commissioni parlamentari permanenti presso la Camera dei Deputati | Presidenti delle Commissioni parlamentari permanenti presso la Camera dei Deputati | Presidenti delle Commissioni parlamentari permanenti presso la Camera dei Deputati | Presidenti delle Commissioni parlamentari permanenti presso la Camera dei Deputati | Presidenti delle Commissioni parlamentari permanenti presso la Camera dei Deputati | Presidenti delle Commissioni parlamentari permanenti presso la Camera dei Deputati | Presidenti delle Commissioni parlamentari permanenti presso la Camera dei Deputati | Presidenti delle Commissioni parlamentari permanenti presso la Camera dei Deputati |
| I                     | II                                       | III                                                                                | IV                                                                                 | V                                                                                  | VI                                                                                 | VII                                                                                | VIII                                                                               | IX                                                                                 | X                                                                                  | XI                                                                                 | XII                                                                                | XIII                                                                               | XIV                                                                                |                                                                                    |                                                                                    |
| L E G I S L A T U R A |                                          | AI-OP&A-AdC-S-AS-S                                                                 | RclE,CgE-C                                                                         | D-P&OG-AdG-AaP                                                                     | F&T                                                                                | D                                                                                  | I&BA                                                                               | LP                                                                                 | T-C-MM                                                                             | A&F-A                                                                              | I&C-T                                                                              | L-E-C-P&AS-APB-I&SP                                                                | N.D.                                                                               | N.D.                                                                               | N.D.                                                                               |
| --------------------- | ---------------------------------------- | ---------------------------------------------------------------------------------- | ---------------------------------------------------------------------------------- | ---------------------------------------------------------------------------------- | ---------------------------------------------------------------------------------- | ---------------------------------------------------------------------------------- | ---------------------------------------------------------------------------------- | ---------------------------------------------------------------------------------- | ---------------------------------------------------------------------------------- | ---------------------------------------------------------------------------------- | ---------------------------------------------------------------------------------- | ---------------------------------------------------------------------------------- | ---------------------------------------------------------------------------------- | ---------------------------------------------------------------------------------- | ---------------------------------------------------------------------------------- |
| L E G I S L A T U R A | I                                        |                                                                                    |                                                                                    |                                                                                    |                                                                                    |                                                                                    |                                                                                    |                                                                                    |                                                                                    |                                                                                    |                                                                                    |                                                                                    | N.D.                                                                               | N.D.                                                                               | N.D.                                                                               |
| L E G I S L A T U R A | I                                        | Egidio Tosato (DC)                                                                 | Gaspare Ambrosini (DC)                                                             | Giuseppe Bettiol (DC)                                                              | Ugo La Malfa (PRI)                                                                 | Luigi Chatrian (DC)                                                                | Gaetano Martino (L)                                                                | Alberto Simonini (US)                                                              | Armando Angelini (DC)                                                              | Francesco Maria Dominedò (DC)                                                      | Giuseppe Togni (DC)                                                                | Giuseppe Rapelli (DC)                                                              | N.D.                                                                               | N.D.                                                                               | N.D.                                                                               |
| L E G I S L A T U R A | I                                        |                                                                                    | Gaspare Ambrosini (DC)                                                             | Giuseppe Bettiol (DC)                                                              | Ugo La Malfa (PRI)                                                                 | Luigi Chatrian (DC)                                                                | Gaetano Martino (L)                                                                |                                                                                    | Armando Angelini (DC)                                                              | Francesco Maria Dominedò (DC)                                                      | Giuseppe Togni (DC)                                                                | Giuseppe Rapelli (DC)                                                              | N.D.                                                                               | N.D.                                                                               | N.D.                                                                               |
| L E G I S L A T U R A | I                                        | Giovanni Battista Migliori (DC)                                                    | Gaspare Ambrosini (DC)                                                             | Giuseppe Bettiol (DC)                                                              | Ugo La Malfa (PRI)                                                                 | Luigi Chatrian (DC)                                                                | Gaetano Martino (L)                                                                | Chiaffredo Belliardi (PSU)                                                         | Armando Angelini (DC)                                                              | Francesco Maria Dominedò (DC)                                                      | Giuseppe Togni (DC)                                                                | Giuseppe Rapelli (DC)                                                              | N.D.                                                                               | N.D.                                                                               | N.D.                                                                               |
| L E G I S L A T U R A | I                                        | Giovanni Battista Migliori (DC)                                                    | Gaspare Ambrosini (DC)                                                             |                                                                                    |                                                                                    | Luigi Chatrian (DC)                                                                | Gaetano Martino (L)                                                                | Chiaffredo Belliardi (PSU)                                                         | Armando Angelini (DC)                                                              |                                                                                    |                                                                                    | Giuseppe Rapelli (DC)                                                              | N.D.                                                                               | N.D.                                                                               | N.D.                                                                               |
| L E G I S L A T U R A | I                                        | Giovanni Battista Migliori (DC)                                                    | Gaspare Ambrosini (DC)                                                             | Luigi Camillo Fumagalli (DC)                                                       | Salvatore Scoca (DC)                                                               | Luigi Chatrian (DC)                                                                | Gaetano Martino (L)                                                                | Chiaffredo Belliardi (PSU)                                                         | Armando Angelini (DC)                                                              | Pietro Germani (DC)                                                                | Gioacchino Quarello (DC)                                                           | Giuseppe Rapelli (DC)                                                              | N.D.                                                                               | N.D.                                                                               | N.D.                                                                               |
| L E G I S L A T U R A | I                                        |                                                                                    | Gaspare Ambrosini (DC)                                                             | Luigi Camillo Fumagalli (DC)                                                       | Salvatore Scoca (DC)                                                               | Luigi Chatrian (DC)                                                                | Gaetano Martino (L)                                                                |                                                                                    | Armando Angelini (DC)                                                              | Pietro Germani (DC)                                                                | Gioacchino Quarello (DC)                                                           | Giuseppe Rapelli (DC)                                                              | N.D.                                                                               | N.D.                                                                               | N.D.                                                                               |
| L E G I S L A T U R A | I                                        | Achille Marazza (DC)                                                               | Gaspare Ambrosini (DC)                                                             | Luigi Camillo Fumagalli (DC)                                                       | Salvatore Scoca (DC)                                                               | Luigi Chatrian (DC)                                                                | Gaetano Martino (L)                                                                | Luigi Bennani (PSDI)                                                               | Armando Angelini (DC)                                                              | Pietro Germani (DC)                                                                | Gioacchino Quarello (DC)                                                           | Giuseppe Rapelli (DC)                                                              | N.D.                                                                               | N.D.                                                                               | N.D.                                                                               |
| L E G I S L A T U R A |                                          | AI-OP&A-AdC-S-AS-S                                                                 | RclE,CgE-C                                                                         | D-P&OG-AdG                                                                         | F&T                                                                                | D                                                                                  | I&BA                                                                               | LP                                                                                 | T-C-MM                                                                             | A&F-A                                                                              | I&C                                                                                | L-E-C-P&AS-AP-B-I&SP                                                               | N.D.                                                                               | N.D.                                                                               | N.D.                                                                               |
| L E G I S L A T U R A | II                                       |                                                                                    |                                                                                    |                                                                                    |                                                                                    |                                                                                    |                                                                                    |                                                                                    |                                                                                    |                                                                                    |                                                                                    |                                                                                    | N.D.                                                                               | N.D.                                                                               | N.D.                                                                               |
| L E G I S L A T U R A | II                                       | Achille Marazza (DC)                                                               | Giuseppe Bettiol (DC)                                                              | Egidio Tosato (DC)                                                                 | Giuseppe Castelli Avolio (DC)                                                      | Mario Bettinotti (PSDI)                                                            | Gaetano Martino (L)                                                                | Giuseppe Garlato (DC)                                                              | Armando Angelini (DC)                                                              | Pietro Germani (DC)                                                                | Paolo Cappa (DC)                                                                   | Giuseppe Rapelli (DC)                                                              | N.D.                                                                               | N.D.                                                                               | N.D.                                                                               |
| L E G I S L A T U R A | II                                       | Achille Marazza (DC)                                                               | Giuseppe Bettiol (DC)                                                              | Egidio Tosato (DC)                                                                 | Giuseppe Castelli Avolio (DC)                                                      | Mario Bettinotti (PSDI)                                                            |                                                                                    | Giuseppe Garlato (DC)                                                              | Armando Angelini (DC)                                                              | Pietro Germani (DC)                                                                | Paolo Cappa (DC)                                                                   | Giuseppe Rapelli (DC)                                                              | N.D.                                                                               | N.D.                                                                               | N.D.                                                                               |
| L E G I S L A T U R A | II                                       | Achille Marazza (DC)                                                               | Giuseppe Bettiol (DC)                                                              | Egidio Tosato (DC)                                                                 | Giuseppe Castelli Avolio (DC)                                                      | Mario Bettinotti (PSDI)                                                            | Antonio Segni (DC)                                                                 | Giuseppe Garlato (DC)                                                              | Armando Angelini (DC)                                                              | Pietro Germani (DC)                                                                | Paolo Cappa (DC)                                                                   | Giuseppe Rapelli (DC)                                                              | N.D.                                                                               | N.D.                                                                               | N.D.                                                                               |
| L E G I S L A T U R A | II                                       | Achille Marazza (DC)                                                               | Giuseppe Bettiol (DC)                                                              | Egidio Tosato (DC)                                                                 |                                                                                    |                                                                                    |                                                                                    | Giuseppe Garlato (DC)                                                              |                                                                                    | Pietro Germani (DC)                                                                |                                                                                    |                                                                                    | N.D.                                                                               | N.D.                                                                               | N.D.                                                                               |
| L E G I S L A T U R A | II                                       | Achille Marazza (DC)                                                               | Giuseppe Bettiol (DC)                                                              | Egidio Tosato (DC)                                                                 | Pietro Ferreri (DC)                                                                | Filippo Guerrieri (DC)                                                             | Raffaele Resta (DC)                                                                | Giuseppe Garlato (DC)                                                              | Angelo Raffaele Jervolino (DC)                                                     | Pietro Germani (DC)                                                                | Tommaso Zerbi (DC)                                                                 | Ferdinando Storchi (DC)                                                            | N.D.                                                                               | N.D.                                                                               | N.D.                                                                               |
| L E G I S L A T U R A | II                                       | Achille Marazza (DC)                                                               | Giuseppe Bettiol (DC)                                                              | Egidio Tosato (DC)                                                                 | Pietro Ferreri (DC)                                                                | Filippo Guerrieri (DC)                                                             |                                                                                    | Giuseppe Garlato (DC)                                                              | Angelo Raffaele Jervolino (DC)                                                     | Pietro Germani (DC)                                                                | Tommaso Zerbi (DC)                                                                 | Ferdinando Storchi (DC)                                                            | N.D.                                                                               | N.D.                                                                               | N.D.                                                                               |
| L E G I S L A T U R A | II                                       | Achille Marazza (DC)                                                               | Giuseppe Bettiol (DC)                                                              | Egidio Tosato (DC)                                                                 | Pietro Ferreri (DC)                                                                | Filippo Guerrieri (DC)                                                             | Antonio Segni (DC)                                                                 | Giuseppe Garlato (DC)                                                              | Angelo Raffaele Jervolino (DC)                                                     | Pietro Germani (DC)                                                                | Tommaso Zerbi (DC)                                                                 | Ferdinando Storchi (DC)                                                            | N.D.                                                                               | N.D.                                                                               | N.D.                                                                               |
| L E G I S L A T U R A |                                          | AC-OdS-R-DGdRdPI                                                                   | AdPdC-AI&dC-EP                                                                     | AE-E                                                                               | G                                                                                  | B&PS                                                                               | F&T                                                                                | D                                                                                  | I&BA                                                                               | LP                                                                                 | T-P&T-MM                                                                           | A&F                                                                                | I&C-A-CE                                                                           | L-A&PS-C                                                                           | I&SP                                                                               |
| L E G I S L A T U R A | III                                      |                                                                                    |                                                                                    |                                                                                    |                                                                                    |                                                                                    |                                                                                    |                                                                                    |                                                                                    |                                                                                    |                                                                                    |                                                                                    |                                                                                    |                                                                                    |                                                                                    |
| L E G I S L A T U R A | Mario Scelba (DC)                        | Oscar Luigi Scalfaro (DC)                                                          | Giuseppe Bettiol (DC)                                                              | Francesco Maria Dominedò (DC)                                                      | Giuseppe Pella (DC)                                                                | Mario Martinelli (DC)                                                              | Randolfo Pacciardi (M)                                                             | Giuseppe Ermini (DC)                                                               | Salvatore Aldisio (DC)                                                             | Bernardo Mattarella (DC)                                                           | Pietro Germani (DC)                                                                | Enrico Roselli (DC)                                                                | Leopoldo Rubinacci (DC)                                                            | Beniamino De Maria (DC)                                                            |                                                                                    |
| L E G I S L A T U R A | Mario Scelba (DC)                        | Oscar Luigi Scalfaro (DC)                                                          |                                                                                    | Francesco Maria Dominedò (DC)                                                      | Giuseppe Pella (DC)                                                                | Mario Martinelli (DC)                                                              | Randolfo Pacciardi (M)                                                             | Giuseppe Ermini (DC)                                                               | Salvatore Aldisio (DC)                                                             | Bernardo Mattarella (DC)                                                           | Pietro Germani (DC)                                                                | Enrico Roselli (DC)                                                                |                                                                                    |                                                                                    |                                                                                    |
| L E G I S L A T U R A | Mario Scelba (DC)                        | Oscar Luigi Scalfaro (DC)                                                          | Mario Scelba (DC)                                                                  | Francesco Maria Dominedò (DC)                                                      | Giuseppe Pella (DC)                                                                | Mario Martinelli (DC)                                                              | Randolfo Pacciardi (M)                                                             | Giuseppe Ermini (DC)                                                               | Salvatore Aldisio (DC)                                                             | Bernardo Mattarella (DC)                                                           | Pietro Germani (DC)                                                                | Enrico Roselli (DC)                                                                | Umberto Delle Fave (DC)                                                            | Mario Cotellessa (DC)                                                              |                                                                                    |
| L E G I S L A T U R A |                                          |                                                                                    | Mario Scelba (DC)                                                                  |                                                                                    |                                                                                    |                                                                                    | Randolfo Pacciardi (M)                                                             | Giuseppe Ermini (DC)                                                               | Salvatore Aldisio (DC)                                                             |                                                                                    | Pietro Germani (DC)                                                                |                                                                                    | Umberto Delle Fave (DC)                                                            | Mario Cotellessa (DC)                                                              |                                                                                    |
| L E G I S L A T U R A | Roberto Lucifredi (DC)                   | Stefano Riccio (DC)                                                                | Mario Scelba (DC)                                                                  | Gennaro Cassiani (DC)                                                              | Rodolfo Vicentini (DC)                                                             | Athos Valsecchi (DC)                                                               | Randolfo Pacciardi (M)                                                             | Giuseppe Ermini (DC)                                                               | Salvatore Aldisio (DC)                                                             | Giuseppe Spataro (DC)                                                              | Pietro Germani (DC)                                                                | Danilo De' Cocci (DC)                                                              | Umberto Delle Fave (DC)                                                            | Mario Cotellessa (DC)                                                              |                                                                                    |
| L E G I S L A T U R A | Roberto Lucifredi (DC)                   | Stefano Riccio (DC)                                                                |                                                                                    | Gennaro Cassiani (DC)                                                              | Rodolfo Vicentini (DC)                                                             | Athos Valsecchi (DC)                                                               | Randolfo Pacciardi (M)                                                             | Giuseppe Ermini (DC)                                                               | Salvatore Aldisio (DC)                                                             | Giuseppe Spataro (DC)                                                              | Pietro Germani (DC)                                                                | Danilo De' Cocci (DC)                                                              |                                                                                    |                                                                                    |                                                                                    |
| L E G I S L A T U R A | Roberto Lucifredi (DC)                   | Stefano Riccio (DC)                                                                | Giuseppe Bettiol (DC)                                                              | Gennaro Cassiani (DC)                                                              | Rodolfo Vicentini (DC)                                                             | Athos Valsecchi (DC)                                                               | Randolfo Pacciardi (M)                                                             | Giuseppe Ermini (DC)                                                               | Salvatore Aldisio (DC)                                                             | Giuseppe Spataro (DC)                                                              | Pietro Germani (DC)                                                                | Danilo De' Cocci (DC)                                                              | Pietro Bucalossi (PSDI)                                                            | Beniamino De Maria (DC)                                                            |                                                                                    |
| L E G I S L A T U R A | IV                                       |                                                                                    |                                                                                    |                                                                                    |                                                                                    |                                                                                    |                                                                                    |                                                                                    |                                                                                    |                                                                                    |                                                                                    |                                                                                    |                                                                                    |                                                                                    |                                                                                    |
| L E G I S L A T U R A | Alfonso Tesauro (DC)                     | Stefano Riccio (DC)                                                                | Giuseppe Saragat (PSDI)                                                            | Leonetto Amadei (PSI)                                                              | Ugo La Malfa (PR)                                                                  | Rodolfo Vicentini (DC)                                                             | Italo Giulio Caiati (DC)                                                           | Giuseppe Ermini (DC)                                                               | Danilo De' Cocci (DC)                                                              | Remo Sammartino (DC)                                                               | Giuseppe Belotti (DC)                                                              | Antonio Giolitti (PSI-PSDIU)                                                       | Amos Zanibelli (DC)                                                                | Beniamino De Maria (DC)                                                            |                                                                                    |
| L E G I S L A T U R A | Alfonso Tesauro (DC)                     |                                                                                    | Giuseppe Saragat (PSDI)                                                            | Leonetto Amadei (PSI)                                                              | Ugo La Malfa (PR)                                                                  | Rodolfo Vicentini (DC)                                                             | Italo Giulio Caiati (DC)                                                           | Giuseppe Ermini (DC)                                                               | Danilo De' Cocci (DC)                                                              | Remo Sammartino (DC)                                                               | Giuseppe Belotti (DC)                                                              | Antonio Giolitti (PSI-PSDIU)                                                       | Amos Zanibelli (DC)                                                                | Beniamino De Maria (DC)                                                            |                                                                                    |
| L E G I S L A T U R A | Alfonso Tesauro (DC)                     | Antonio Geppi (PSI)                                                                | Giuseppe Saragat (PSDI)                                                            | Leonetto Amadei (PSI)                                                              | Ugo La Malfa (PR)                                                                  | Rodolfo Vicentini (DC)                                                             | Italo Giulio Caiati (DC)                                                           | Giuseppe Ermini (DC)                                                               | Danilo De' Cocci (DC)                                                              | Remo Sammartino (DC)                                                               | Giuseppe Belotti (DC)                                                              | Antonio Giolitti (PSI-PSDIU)                                                       | Amos Zanibelli (DC)                                                                | Beniamino De Maria (DC)                                                            |                                                                                    |
| L E G I S L A T U R A | Alfonso Tesauro (DC)                     |                                                                                    |                                                                                    | Leonetto Amadei (PSI)                                                              | Ugo La Malfa (PR)                                                                  | Rodolfo Vicentini (DC)                                                             | Italo Giulio Caiati (DC)                                                           | Giuseppe Ermini (DC)                                                               | Danilo De' Cocci (DC)                                                              | Remo Sammartino (DC)                                                               | Giuseppe Belotti (DC)                                                              | Antonio Giolitti (PSI-PSDIU)                                                       | Amos Zanibelli (DC)                                                                | Beniamino De Maria (DC)                                                            |                                                                                    |
| L E G I S L A T U R A | Alfonso Tesauro (DC)                     | Virginio Bertinelli (PSDI)                                                         |                                                                                    | Leonetto Amadei (PSI)                                                              | Ugo La Malfa (PR)                                                                  | Rodolfo Vicentini (DC)                                                             | Italo Giulio Caiati (DC)                                                           | Giuseppe Ermini (DC)                                                               | Danilo De' Cocci (DC)                                                              | Remo Sammartino (DC)                                                               | Giuseppe Belotti (DC)                                                              | Antonio Giolitti (PSI-PSDIU)                                                       | Amos Zanibelli (DC)                                                                | Beniamino De Maria (DC)                                                            |                                                                                    |
| L E G I S L A T U R A |                                          |                                                                                    |                                                                                    |                                                                                    |                                                                                    | Rodolfo Vicentini (DC)                                                             | Italo Giulio Caiati (DC)                                                           | Giuseppe Ermini (DC)                                                               |                                                                                    | Remo Sammartino (DC)                                                               |                                                                                    | Antonio Giolitti (PSI-PSDIU)                                                       | Amos Zanibelli (DC)                                                                | Beniamino De Maria (DC)                                                            |                                                                                    |
| L E G I S L A T U R A | Renato Ballardini (PSI-PSDIU)            | Oscar Luigi Scalfaro (DC)                                                          | Franco Zappa (PSI-PSDIU)                                                           | Flavio Orlandi (PSI-PSDIU)                                                         | Pio Alessandrini (DC)                                                              | Rodolfo Vicentini (DC)                                                             | Italo Giulio Caiati (DC)                                                           | Giuseppe Ermini (DC)                                                               | Giacomo Sedati (DC)                                                                | Remo Sammartino (DC)                                                               |                                                                                    | Antonio Giolitti (PSI-PSDIU)                                                       | Amos Zanibelli (DC)                                                                | Beniamino De Maria (DC)                                                            |                                                                                    |
| L E G I S L A T U R A | Renato Ballardini (PSI-PSDIU)            | Oscar Luigi Scalfaro (DC)                                                          | Franco Zappa (PSI-PSDIU)                                                           | Flavio Orlandi (PSI-PSDIU)                                                         | Pio Alessandrini (DC)                                                              | Rodolfo Vicentini (DC)                                                             | Italo Giulio Caiati (DC)                                                           | Giuseppe Ermini (DC)                                                               | Giacomo Sedati (DC)                                                                | Remo Sammartino (DC)                                                               |                                                                                    | Antonio Giolitti (PSI-PSDIU)                                                       | Amos Zanibelli (DC)                                                                | Beniamino De Maria (DC)                                                            |                                                                                    |
| L E G I S L A T U R A | Renato Ballardini (PSI-PSDIU)            | Oscar Luigi Scalfaro (DC)                                                          | Franco Zappa (PSI-PSDIU)                                                           | Flavio Orlandi (PSI-PSDIU)                                                         | Pio Alessandrini (DC)                                                              | Rodolfo Vicentini (DC)                                                             | Italo Giulio Caiati (DC)                                                           | Giuseppe Ermini (DC)                                                               | Giacomo Sedati (DC)                                                                | Remo Sammartino (DC)                                                               | Antonio Cariglia (PSI-PSDIU)                                                       | Antonio Giolitti (PSI-PSDIU)                                                       | Amos Zanibelli (DC)                                                                | Beniamino De Maria (DC)                                                            |                                                                                    |
| L E G I S L A T U R A | Renato Ballardini (PSI-PSDIU)            |                                                                                    | Franco Zappa (PSI-PSDIU)                                                           | Flavio Orlandi (PSI-PSDIU)                                                         | Pio Alessandrini (DC)                                                              | Rodolfo Vicentini (DC)                                                             | Italo Giulio Caiati (DC)                                                           | Giuseppe Ermini (DC)                                                               | Giacomo Sedati (DC)                                                                | Remo Sammartino (DC)                                                               |                                                                                    | Antonio Giolitti (PSI-PSDIU)                                                       | Amos Zanibelli (DC)                                                                | Beniamino De Maria (DC)                                                            |                                                                                    |
| L E G I S L A T U R A | Renato Ballardini (PSI-PSDIU)            | Fiorentino Sullo (DC)                                                              | Franco Zappa (PSI-PSDIU)                                                           | Flavio Orlandi (PSI-PSDIU)                                                         | Pio Alessandrini (DC)                                                              | Rodolfo Vicentini (DC)                                                             | Italo Giulio Caiati (DC)                                                           | Giuseppe Ermini (DC)                                                               | Giacomo Sedati (DC)                                                                | Remo Sammartino (DC)                                                               |                                                                                    | Antonio Giolitti (PSI-PSDIU)                                                       | Amos Zanibelli (DC)                                                                | Beniamino De Maria (DC)                                                            |                                                                                    |
| L E G I S L A T U R A |                                          | AC,OdS,R, DGdRdPI                                                                  | AdPdC, AI&dC,EP                                                                    | AE,E                                                                               | G                                                                                  | B&P-PS                                                                             | F&T                                                                                | D                                                                                  | I&BA                                                                               | LP                                                                                 | T&AC, MM,P&T                                                                       | A&F                                                                                | I&C,A,CE                                                                           | L,A&PS,C                                                                           | I&SP                                                                               |
| L E G I S L A T U R A | V                                        |                                                                                    |                                                                                    |                                                                                    |                                                                                    |                                                                                    |                                                                                    |                                                                                    |                                                                                    |                                                                                    |                                                                                    |                                                                                    |                                                                                    |                                                                                    |                                                                                    |
| L E G I S L A T U R A | Brunetto Bucciarelli-Ducci (DC)          | Achille Corona (PSI)                                                               | Antonio Cariglia (PSDI)                                                            | Oronzo Reale (R)                                                                   | Flavio Orlandi (PSI)                                                               | Rodolfo Vicentini (DC)                                                             | Bernardo Mattarella (DC)                                                           | Riccardo Misasi (DC)                                                               | Cesare Baroni (DC)                                                                 | Cesare Bensi (PSI)                                                                 | Ferdinando Truzzi (DC)                                                             | Antonio Giolitti (PSI)                                                             | Nullo Biaggi (DC)                                                                  | Beniamino De Maria (DC)                                                            |                                                                                    |
| L E G I S L A T U R A | Brunetto Bucciarelli-Ducci (DC)          | Achille Corona (PSI)                                                               | Antonio Cariglia (PSDI)                                                            | Oronzo Reale (R)                                                                   |                                                                                    | Rodolfo Vicentini (DC)                                                             |                                                                                    |                                                                                    | Cesare Baroni (DC)                                                                 | Cesare Bensi (PSI)                                                                 | Ferdinando Truzzi (DC)                                                             | Antonio Giolitti (PSI)                                                             | Nullo Biaggi (DC)                                                                  | Beniamino De Maria (DC)                                                            |                                                                                    |
| L E G I S L A T U R A | Brunetto Bucciarelli-Ducci (DC)          | Achille Corona (PSI)                                                               | Antonio Cariglia (PSDI)                                                            | Oronzo Reale (R)                                                                   | Pietro Lezzi (PSI)                                                                 | Rodolfo Vicentini (DC)                                                             | Italo Giulio Caiati (DC)                                                           | Giovanni Battista Scaglia (DC)                                                     | Cesare Baroni (DC)                                                                 | Cesare Bensi (PSI)                                                                 | Ferdinando Truzzi (DC)                                                             | Antonio Giolitti (PSI)                                                             | Nullo Biaggi (DC)                                                                  | Beniamino De Maria (DC)                                                            |                                                                                    |
| L E G I S L A T U R A | Brunetto Bucciarelli-Ducci (DC)          | Achille Corona (PSI)                                                               | Antonio Cariglia (PSDI)                                                            |                                                                                    | Pietro Lezzi (PSI)                                                                 | Rodolfo Vicentini (DC)                                                             | Italo Giulio Caiati (DC)                                                           | Giovanni Battista Scaglia (DC)                                                     | Cesare Baroni (DC)                                                                 |                                                                                    | Ferdinando Truzzi (DC)                                                             |                                                                                    | Nullo Biaggi (DC)                                                                  |                                                                                    |                                                                                    |
| L E G I S L A T U R A | Brunetto Bucciarelli-Ducci (DC)          | Achille Corona (PSI)                                                               | Antonio Cariglia (PSDI)                                                            | Pietro Bucalossi (R)                                                               | Pietro Lezzi (PSI)                                                                 | Rodolfo Vicentini (DC)                                                             | Italo Giulio Caiati (DC)                                                           | Giovanni Battista Scaglia (DC)                                                     | Cesare Baroni (DC)                                                                 | Giorgio Guerrini (PSI)                                                             | Ferdinando Truzzi (DC)                                                             | Stefano Servadei (PSI)                                                             | Nullo Biaggi (DC)                                                                  | Dante Graziosi (DC)                                                                |                                                                                    |
| L E G I S L A T U R A | Brunetto Bucciarelli-Ducci (DC)          | Achille Corona (PSI)                                                               | Antonio Cariglia (PSDI)                                                            | Pietro Bucalossi (R)                                                               |                                                                                    | Rodolfo Vicentini (DC)                                                             |                                                                                    |                                                                                    | Cesare Baroni (DC)                                                                 | Giorgio Guerrini (PSI)                                                             | Ferdinando Truzzi (DC)                                                             | Stefano Servadei (PSI)                                                             | Nullo Biaggi (DC)                                                                  | Dante Graziosi (DC)                                                                |                                                                                    |
| L E G I S L A T U R A | Brunetto Bucciarelli-Ducci (DC)          | Achille Corona (PSI)                                                               | Antonio Cariglia (PSDI)                                                            | Pietro Bucalossi (R)                                                               | Roberto Tremelloni (PSDI)                                                          | Rodolfo Vicentini (DC)                                                             | Pietro Buffone (DC)                                                                | Giuseppe Romanato (DC)                                                             | Cesare Baroni (DC)                                                                 | Giorgio Guerrini (PSI)                                                             | Ferdinando Truzzi (DC)                                                             | Stefano Servadei (PSI)                                                             | Nullo Biaggi (DC)                                                                  | Dante Graziosi (DC)                                                                |                                                                                    |
| L E G I S L A T U R A | VI                                       |                                                                                    |                                                                                    |                                                                                    |                                                                                    |                                                                                    |                                                                                    |                                                                                    |                                                                                    |                                                                                    |                                                                                    |                                                                                    |                                                                                    |                                                                                    |                                                                                    |
| L E G I S L A T U R A | Roland Riz (M)                           | Antonio Cariglia (PSDI)                                                            | Aldo Moro (DC)                                                                     | Oronzo Reale (PR)                                                                  | Carlo Donat Cattin (DC)                                                            | Franco Malfatti (DC)                                                               | Domenico Magrì (DC)                                                                | Luigi Gui (DC)                                                                     | Costante Degan (DC)                                                                | Vittore Catella (PLI)                                                              | Ferdinando Truzzi (DC)                                                             | Riccardo Misasi (DC)                                                               | Amos Zanibelli (DC)                                                                | Leandro Rampa (DC)                                                                 |                                                                                    |
| L E G I S L A T U R A | Roland Riz (M)                           | Antonio Cariglia (PSDI)                                                            |                                                                                    | Oronzo Reale (PR)                                                                  |                                                                                    | Franco Malfatti (DC)                                                               | Domenico Magrì (DC)                                                                | Luigi Gui (DC)                                                                     | Costante Degan (DC)                                                                | Vittore Catella (PLI)                                                              | Ferdinando Truzzi (DC)                                                             | Riccardo Misasi (DC)                                                               | Amos Zanibelli (DC)                                                                | Leandro Rampa (DC)                                                                 |                                                                                    |
| L E G I S L A T U R A | Roland Riz (M)                           | Antonio Cariglia (PSDI)                                                            | Giulio Andreotti (DC)                                                              | Oronzo Reale (PR)                                                                  | Luigi Preti (PSDI)                                                                 | Franco Malfatti (DC)                                                               | Domenico Magrì (DC)                                                                | Luigi Gui (DC)                                                                     | Costante Degan (DC)                                                                | Vittore Catella (PLI)                                                              | Ferdinando Truzzi (DC)                                                             | Riccardo Misasi (DC)                                                               | Amos Zanibelli (DC)                                                                | Leandro Rampa (DC)                                                                 |                                                                                    |
| L E G I S L A T U R A | Roland Riz (M)                           | Antonio Cariglia (PSDI)                                                            | Giulio Andreotti (DC)                                                              |                                                                                    | Luigi Preti (PSDI)                                                                 |                                                                                    |                                                                                    |                                                                                    |                                                                                    |                                                                                    | Ferdinando Truzzi (DC)                                                             |                                                                                    | Amos Zanibelli (DC)                                                                |                                                                                    |                                                                                    |
| L E G I S L A T U R A | Roland Riz (M)                           | Antonio Cariglia (PSDI)                                                            | Giulio Andreotti (DC)                                                              | Riccardo Misasi (DC)                                                               | Luigi Preti (PSDI)                                                                 | Giuseppe La Loggia (DC)                                                            | Mario Marino Guadalupi (PSI)                                                       | Renato Ballardini (PSI)                                                            | Luigi Giglia (DC)                                                                  | Loris Fortuna (PSI)                                                                | Ferdinando Truzzi (DC)                                                             | Oscar Mammì (PR)                                                                   | Amos Zanibelli (DC)                                                                | Salvatore Frasca (PSI)                                                             |                                                                                    |
| L E G I S L A T U R A | Roland Riz (M)                           | Antonio Cariglia (PSDI)                                                            |                                                                                    | Riccardo Misasi (DC)                                                               |                                                                                    | Giuseppe La Loggia (DC)                                                            | Mario Marino Guadalupi (PSI)                                                       | Renato Ballardini (PSI)                                                            | Luigi Giglia (DC)                                                                  | Loris Fortuna (PSI)                                                                | Ferdinando Truzzi (DC)                                                             | Oscar Mammì (PR)                                                                   | Amos Zanibelli (DC)                                                                | Salvatore Frasca (PSI)                                                             |                                                                                    |
| L E G I S L A T U R A | Roland Riz (M)                           | Antonio Cariglia (PSDI)                                                            | Carlo Russo (DC)                                                                   | Riccardo Misasi (DC)                                                               | Alessandro Reggiani (PSDI)                                                         | Giuseppe La Loggia (DC)                                                            | Mario Marino Guadalupi (PSI)                                                       | Renato Ballardini (PSI)                                                            | Luigi Giglia (DC)                                                                  | Loris Fortuna (PSI)                                                                | Ferdinando Truzzi (DC)                                                             | Oscar Mammì (PR)                                                                   | Amos Zanibelli (DC)                                                                | Salvatore Frasca (PSI)                                                             |                                                                                    |
| L E G I S L A T U R A | VII                                      |                                                                                    |                                                                                    |                                                                                    |                                                                                    |                                                                                    |                                                                                    |                                                                                    |                                                                                    |                                                                                    |                                                                                    |                                                                                    |                                                                                    |                                                                                    |                                                                                    |
| L E G I S L A T U R A | Nilde Iotti (PCI)                        | Oscar Mammì (R)                                                                    | Carlo Russo (DC)                                                                   | Riccardo Misasi (DC)                                                               | Giuseppe La Loggia (DC)                                                            | Giuseppe D'Alema (PCI)                                                             | Falco Accame (PSI)                                                                 | Pier Luigi Romita (PSDI)                                                           | Eugenio Peggio (PCI)                                                               | Lucio Libertini (PCI)                                                              | Franco Bortolani (DC)                                                              | Loris Fortuna (PSI)                                                                | Renato Ballardini (PSI)                                                            | Maria Eletta Martini (DC)                                                          |                                                                                    |
| L E G I S L A T U R A | Nilde Iotti (PCI)                        | Oscar Mammì (R)                                                                    | Carlo Russo (DC)                                                                   | Riccardo Misasi (DC)                                                               | Giuseppe La Loggia (DC)                                                            | Giuseppe D'Alema (PCI)                                                             |                                                                                    |                                                                                    | Eugenio Peggio (PCI)                                                               | Lucio Libertini (PCI)                                                              | Franco Bortolani (DC)                                                              | Loris Fortuna (PSI)                                                                | Renato Ballardini (PSI)                                                            |                                                                                    |                                                                                    |
| L E G I S L A T U R A | Nilde Iotti (PCI)                        | Oscar Mammì (R)                                                                    | Carlo Russo (DC)                                                                   | Riccardo Misasi (DC)                                                               | Giuseppe La Loggia (DC)                                                            | Giuseppe D'Alema (PCI)                                                             | Paolo Vittorelli (PSI)                                                             | Michele Di Giesi (PDSI)                                                            | Eugenio Peggio (PCI)                                                               | Lucio Libertini (PCI)                                                              | Franco Bortolani (DC)                                                              | Loris Fortuna (PSI)                                                                | Renato Ballardini (PSI)                                                            | Giacinto Urso (DC)                                                                 |                                                                                    |
| L E G I S L A T U R A |                                          | AC-OdS-R-DGdRdPI                                                                   | AdPdC-AI&dC-EP                                                                     | AE-E                                                                               | G                                                                                  | B&P-PS                                                                             | F&T                                                                                | D                                                                                  | I&BA                                                                               | LP                                                                                 | T&AC-MM-P&T                                                                        | A&F                                                                                | I&C-A-CE                                                                           | L-A&PS-C                                                                           | I&SP                                                                               |
| L E G I S L A T U R A | VIII                                     |                                                                                    |                                                                                    |                                                                                    |                                                                                    |                                                                                    |                                                                                    |                                                                                    |                                                                                    |                                                                                    |                                                                                    |                                                                                    |                                                                                    |                                                                                    |                                                                                    |
| L E G I S L A T U R A | Roland Riz (Misto-SVP)                   | Oscar Mammì (PRI)                                                                  | Francesco Cossiga (DC)                                                             | Alessandro Reggiani (PSDI)                                                         | Giuseppe La Loggia (DC)                                                            | Bruno Corti (PSDI)                                                                 | Italo Giulio Caiati (DC)                                                           | Giancarlo Tesini (DC)                                                              | Fiorentino Sullo (PSDI)                                                            | Antonio Marzotto Caotorta (DC)                                                     | Franco Bortolani (DC)                                                              | Giorgio La Malfa (PRI)                                                             | Antonio Del Pennino (PRI)                                                          | Giacinto Urso (DC)                                                                 |                                                                                    |
| L E G I S L A T U R A | Roland Riz (Misto-SVP)                   | Oscar Mammì (PRI)                                                                  | Francesco Cossiga (DC)                                                             | Alessandro Reggiani (PSDI)                                                         | Giuseppe La Loggia (DC)                                                            |                                                                                    | Italo Giulio Caiati (DC)                                                           | Giancarlo Tesini (DC)                                                              | Fiorentino Sullo (PSDI)                                                            | Antonio Marzotto Caotorta (DC)                                                     | Franco Bortolani (DC)                                                              | Giorgio La Malfa (PRI)                                                             | Antonio Del Pennino (PRI)                                                          | Giacinto Urso (DC)                                                                 |                                                                                    |
| L E G I S L A T U R A | Roland Riz (Misto-SVP)                   | Oscar Mammì (PRI)                                                                  | Francesco Cossiga (DC)                                                             | Alessandro Reggiani (PSDI)                                                         | Giuseppe La Loggia (DC)                                                            | Adolfo Battaglia (PRI)                                                             | Italo Giulio Caiati (DC)                                                           | Giancarlo Tesini (DC)                                                              | Fiorentino Sullo (PSDI)                                                            | Antonio Marzotto Caotorta (DC)                                                     | Franco Bortolani (DC)                                                              | Giorgio La Malfa (PRI)                                                             | Antonio Del Pennino (PRI)                                                          | Giacinto Urso (DC)                                                                 |                                                                                    |
| L E G I S L A T U R A | Roland Riz (Misto-SVP)                   | Oscar Mammì (PRI)                                                                  | Francesco Cossiga (DC)                                                             | Alessandro Reggiani (PSDI)                                                         | Giuseppe La Loggia (DC)                                                            |                                                                                    |                                                                                    |                                                                                    | Fiorentino Sullo (PSDI)                                                            | Antonio Marzotto Caotorta (DC)                                                     | Franco Bortolani (DC)                                                              |                                                                                    | Antonio Del Pennino (PRI)                                                          | Giacinto Urso (DC)                                                                 |                                                                                    |
| L E G I S L A T U R A | Roland Riz (Misto-SVP)                   | Oscar Mammì (PRI)                                                                  | Francesco Cossiga (DC)                                                             | Alessandro Reggiani (PSDI)                                                         | Giuseppe La Loggia (DC)                                                            | Alfredo Biondi (PLI)                                                               | Pier Luigi Romita (PSDI)                                                           | Francesco Forte (PSI)                                                              | Fiorentino Sullo (PSDI)                                                            | Antonio Marzotto Caotorta (DC)                                                     | Franco Bortolani (DC)                                                              |                                                                                    | Antonio Del Pennino (PRI)                                                          | Giacinto Urso (DC)                                                                 |                                                                                    |
| L E G I S L A T U R A | Roland Riz (Misto-SVP)                   | Oscar Mammì (PRI)                                                                  |                                                                                    |                                                                                    | Giuseppe La Loggia (DC)                                                            | Alfredo Biondi (PLI)                                                               | Pier Luigi Romita (PSDI)                                                           | Francesco Forte (PSI)                                                              |                                                                                    |                                                                                    | Franco Bortolani (DC)                                                              |                                                                                    |                                                                                    | Giacinto Urso (DC)                                                                 |                                                                                    |
| L E G I S L A T U R A | Roland Riz (Misto-SVP)                   | Oscar Mammì (PRI)                                                                  | Giulio Andreotti (DC)                                                              | Luigi Dino Felisetti (PSI)                                                         | Giuseppe La Loggia (DC)                                                            | Alfredo Biondi (PLI)                                                               | Pier Luigi Romita (PSDI)                                                           | Francesco Forte (PSI)                                                              | Emilio Rubbi (DC)                                                                  | Giuseppe Botta (DC)                                                                | Franco Bortolani (DC)                                                              | Guido Bernardi (DC)                                                                | Elvio Alfonso Salvatore (PSI)                                                      | Giacinto Urso (DC)                                                                 |                                                                                    |
| L E G I S L A T U R A | Roland Riz (Misto-SVP)                   | Oscar Mammì (PRI)                                                                  | Giulio Andreotti (DC)                                                              | Luigi Dino Felisetti (PSI)                                                         | Giuseppe La Loggia (DC)                                                            |                                                                                    |                                                                                    |                                                                                    | Emilio Rubbi (DC)                                                                  | Giuseppe Botta (DC)                                                                | Franco Bortolani (DC)                                                              | Guido Bernardi (DC)                                                                | Elvio Alfonso Salvatore (PSI)                                                      | Giacinto Urso (DC)                                                                 |                                                                                    |
| L E G I S L A T U R A | Roland Riz (Misto-SVP)                   | Oscar Mammì (PRI)                                                                  | Giulio Andreotti (DC)                                                              | Luigi Dino Felisetti (PSI)                                                         | Giuseppe La Loggia (DC)                                                            | Vito Angelini (PCI)                                                                | Giuseppe Amadei (PSDI)                                                             | Enrico Manca (PSI)                                                                 | Emilio Rubbi (DC)                                                                  | Giuseppe Botta (DC)                                                                | Franco Bortolani (DC)                                                              | Guido Bernardi (DC)                                                                | Elvio Alfonso Salvatore (PSI)                                                      | Giacinto Urso (DC)                                                                 |                                                                                    |
| L E G I S L A T U R A | Roland Riz (Misto-SVP)                   | Oscar Mammì (PRI)                                                                  | Giulio Andreotti (DC)                                                              | Luigi Dino Felisetti (PSI)                                                         | Giuseppe La Loggia (DC)                                                            | Vito Angelini (PCI)                                                                | Giuseppe Amadei (PSDI)                                                             | Enrico Manca (PSI)                                                                 |                                                                                    | Giuseppe Botta (DC)                                                                | Franco Bortolani (DC)                                                              | Guido Bernardi (DC)                                                                | Elvio Alfonso Salvatore (PSI)                                                      | Giacinto Urso (DC)                                                                 |                                                                                    |
| L E G I S L A T U R A | Roland Riz (Misto-SVP)                   | Oscar Mammì (PRI)                                                                  | Giulio Andreotti (DC)                                                              | Luigi Dino Felisetti (PSI)                                                         | Giuseppe La Loggia (DC)                                                            | Vito Angelini (PCI)                                                                | Giuseppe Amadei (PSDI)                                                             | Enrico Manca (PSI)                                                                 | Giuseppe Azzaro (DC)                                                               | Giuseppe Botta (DC)                                                                | Franco Bortolani (DC)                                                              | Guido Bernardi (DC)                                                                | Elvio Alfonso Salvatore (PSI)                                                      | Giacinto Urso (DC)                                                                 |                                                                                    |
| L E G I S L A T U R A |                                          | AC-OdS-R-DGdRdPI                                                                   | AdPdC-AI&dC-EP                                                                     | AE-E                                                                               | G                                                                                  | B&P-PS                                                                             | F&T                                                                                | D                                                                                  | I&BA                                                                               | LP                                                                                 | T&AC-MM-P&T                                                                        | A&F                                                                                | I&C-A-CE                                                                           | L-A&PS-C                                                                           | I&SP                                                                               |
| L E G I S L A T U R A | IX                                       |                                                                                    |                                                                                    |                                                                                    |                                                                                    |                                                                                    |                                                                                    |                                                                                    |                                                                                    |                                                                                    |                                                                                    |                                                                                    |                                                                                    |                                                                                    |                                                                                    |
| L E G I S L A T U R A | Silvano Labriola (PSI)                   | Luigi Preti (PSDI)                                                                 | Giorgio La Malfa (PRI)                                                             | Roland Riz (Misto-SVP)                                                             | Paolo Cirino Pomicino (DC)                                                         | Giorgio Ruffolo (PSI)                                                              | Attilio Ruffini (DC)                                                               | Francesco Casati (DC)                                                              | Giuseppe Botta (DC)                                                                | Girolamo La Penna (DC)                                                             | Mario Campagnoli (DC)                                                              | Severino Citaristi (DC)                                                            | Giorgio Ferrari (PLI)                                                              | Mario Casalinuovo (PSI)                                                            |                                                                                    |
| L E G I S L A T U R A | Silvano Labriola (PSI)                   | Luigi Preti (PSDI)                                                                 | Giorgio La Malfa (PRI)                                                             | Roland Riz (Misto-SVP)                                                             | Paolo Cirino Pomicino (DC)                                                         | Giorgio Ruffolo (PSI)                                                              | Attilio Ruffini (DC)                                                               | Francesco Casati (DC)                                                              | Giuseppe Botta (DC)                                                                | Girolamo La Penna (DC)                                                             | Mario Campagnoli (DC)                                                              |                                                                                    |                                                                                    | Mario Casalinuovo (PSI)                                                            |                                                                                    |
| L E G I S L A T U R A | Silvano Labriola (PSI)                   | Luigi Preti (PSDI)                                                                 | Giorgio La Malfa (PRI)                                                             | Roland Riz (Misto-SVP)                                                             | Paolo Cirino Pomicino (DC)                                                         | Giorgio Ruffolo (PSI)                                                              | Attilio Ruffini (DC)                                                               | Francesco Casati (DC)                                                              | Giuseppe Botta (DC)                                                                | Girolamo La Penna (DC)                                                             | Mario Campagnoli (DC)                                                              | Michele Viscardi (DC)                                                              | Vincenzo Mancini (DC)                                                              | Mario Casalinuovo (PSI)                                                            |                                                                                    |
| L E G I S L A T U R A |                                          | AC,dPdC&I                                                                          | G                                                                                  | AE&C                                                                               | D                                                                                  | B,T&P                                                                              | F                                                                                  | C,S&I                                                                              | A,T&LP                                                                             | T,P&T                                                                              | AP,C&T                                                                             | LP&P                                                                               | AS                                                                                 | A                                                                                  | N.D.                                                                               |
| L E G I S L A T U R A | X                                        |                                                                                    |                                                                                    |                                                                                    |                                                                                    |                                                                                    |                                                                                    |                                                                                    |                                                                                    |                                                                                    |                                                                                    |                                                                                    |                                                                                    |                                                                                    | N.D.                                                                               |
| L E G I S L A T U R A | X                                        | Silvano Labriola (PSI)                                                             | Giuseppe Gargani (DC)                                                              | Flaminio Piccoli (DC)                                                              | Lelio Lagorio (PSI)                                                                | Paolo Cirino Pomicino (DC)                                                         | Pier Luigi Romita (Misto)                                                          | Mauro Seppia (PSI)                                                                 | Giuseppe Botta (DC)                                                                | Antonio Testa (PSI)                                                                | Michele Viscardi (DC)                                                              | Vincenzo Mancini (DC)                                                              | Giorgio Bogi (repubblicano)                                                        | Mario Campagnoli (DC)                                                              | N.D.                                                                               |
| L E G I S L A T U R A | X                                        | Silvano Labriola (PSI)                                                             | Giuseppe Gargani (DC)                                                              | Flaminio Piccoli (DC)                                                              | Lelio Lagorio (PSI)                                                                |                                                                                    | Pier Luigi Romita (Misto)                                                          | Mauro Seppia (PSI)                                                                 | Giuseppe Botta (DC)                                                                | Antonio Testa (PSI)                                                                | Michele Viscardi (DC)                                                              | Vincenzo Mancini (DC)                                                              | Giorgio Bogi (repubblicano)                                                        | Mario Campagnoli (DC)                                                              | N.D.                                                                               |
| L E G I S L A T U R A | X                                        | Silvano Labriola (PSI)                                                             | Giuseppe Gargani (DC)                                                              | Flaminio Piccoli (DC)                                                              | Lelio Lagorio (PSI)                                                                | Nino Cristofori (DC)                                                               | Pier Luigi Romita (Misto)                                                          | Mauro Seppia (PSI)                                                                 | Giuseppe Botta (DC)                                                                | Antonio Testa (PSI)                                                                | Michele Viscardi (DC)                                                              | Vincenzo Mancini (DC)                                                              | Giorgio Bogi (repubblicano)                                                        | Mario Campagnoli (DC)                                                              | N.D.                                                                               |
| L E G I S L A T U R A | X                                        | Silvano Labriola (PSI)                                                             |                                                                                    | Flaminio Piccoli (DC)                                                              |                                                                                    |                                                                                    |                                                                                    | Mauro Seppia (PSI)                                                                 | Giuseppe Botta (DC)                                                                | Antonio Testa (PSI)                                                                | Michele Viscardi (DC)                                                              | Vincenzo Mancini (DC)                                                              | Giorgio Bogi (repubblicano)                                                        | Mario Campagnoli (DC)                                                              | N.D.                                                                               |
| L E G I S L A T U R A | X                                        | Silvano Labriola (PSI)                                                             | Virginio Rognoni (DC)                                                              | Flaminio Piccoli (DC)                                                              | Valerio Zanone (PLI)                                                               | Franco Piro (PSI)                                                                  |                                                                                    | Mauro Seppia (PSI)                                                                 | Giuseppe Botta (DC)                                                                | Antonio Testa (PSI)                                                                | Michele Viscardi (DC)                                                              | Vincenzo Mancini (DC)                                                              | Giorgio Bogi (repubblicano)                                                        | Mario Campagnoli (DC)                                                              | N.D.                                                                               |
| L E G I S L A T U R A | X                                        | Silvano Labriola (PSI)                                                             | Virginio Rognoni (DC)                                                              | Flaminio Piccoli (DC)                                                              | Valerio Zanone (PLI)                                                               | Franco Piro (PSI)                                                                  |                                                                                    | Mauro Seppia (PSI)                                                                 | Giuseppe Botta (DC)                                                                | Antonio Testa (PSI)                                                                | Michele Viscardi (DC)                                                              | Vincenzo Mancini (DC)                                                              | Giorgio Bogi (repubblicano)                                                        | Mario Campagnoli (DC)                                                              | N.D.                                                                               |
| L E G I S L A T U R A | X                                        | Silvano Labriola (PSI)                                                             | Virginio Rognoni (DC)                                                              | Flaminio Piccoli (DC)                                                              | Valerio Zanone (PLI)                                                               | Franco Piro (PSI)                                                                  | Mario D'Acquisto (DC)                                                              | Mauro Seppia (PSI)                                                                 | Giuseppe Botta (DC)                                                                | Antonio Testa (PSI)                                                                | Michele Viscardi (DC)                                                              | Vincenzo Mancini (DC)                                                              | Giorgio Bogi (repubblicano)                                                        | Mario Campagnoli (DC)                                                              | N.D.                                                                               |
| L E G I S L A T U R A | X                                        | Silvano Labriola (PSI)                                                             |                                                                                    | Flaminio Piccoli (DC)                                                              |                                                                                    |                                                                                    |                                                                                    | Mauro Seppia (PSI)                                                                 | Giuseppe Botta (DC)                                                                | Antonio Testa (PSI)                                                                | Michele Viscardi (DC)                                                              | Vincenzo Mancini (DC)                                                              | Giorgio Bogi (repubblicano)                                                        | Mario Campagnoli (DC)                                                              | N.D.                                                                               |
| L E G I S L A T U R A | X                                        | Silvano Labriola (PSI)                                                             | Giuseppe Gargani (DC)                                                              | Flaminio Piccoli (DC)                                                              | Raffaele Costa (PLI)                                                               | Mario D'Acquisto (DC)                                                              |                                                                                    | Mauro Seppia (PSI)                                                                 | Giuseppe Botta (DC)                                                                | Antonio Testa (PSI)                                                                | Michele Viscardi (DC)                                                              | Vincenzo Mancini (DC)                                                              | Giorgio Bogi (repubblicano)                                                        | Mario Campagnoli (DC)                                                              | N.D.                                                                               |
| L E G I S L A T U R A | X                                        | Silvano Labriola (PSI)                                                             | Giuseppe Gargani (DC)                                                              | Flaminio Piccoli (DC)                                                              | Raffaele Costa (PLI)                                                               | Mario D'Acquisto (DC)                                                              |                                                                                    | Mauro Seppia (PSI)                                                                 | Giuseppe Botta (DC)                                                                | Antonio Testa (PSI)                                                                | Michele Viscardi (DC)                                                              | Vincenzo Mancini (DC)                                                              | Giorgio Bogi (repubblicano)                                                        | Mario Campagnoli (DC)                                                              | N.D.                                                                               |
| L E G I S L A T U R A | X                                        | Silvano Labriola (PSI)                                                             | Giuseppe Gargani (DC)                                                              | Flaminio Piccoli (DC)                                                              | Raffaele Costa (PLI)                                                               | Mario D'Acquisto (DC)                                                              | Angelo Tiraboschi (PSI)                                                            | Mauro Seppia (PSI)                                                                 | Giuseppe Botta (DC)                                                                | Antonio Testa (PSI)                                                                | Michele Viscardi (DC)                                                              | Vincenzo Mancini (DC)                                                              | Giorgio Bogi (repubblicano)                                                        | Mario Campagnoli (DC)                                                              | N.D.                                                                               |
| L E G I S L A T U R A | XI                                       |                                                                                    |                                                                                    |                                                                                    |                                                                                    |                                                                                    |                                                                                    |                                                                                    |                                                                                    |                                                                                    |                                                                                    |                                                                                    |                                                                                    |                                                                                    | N.D.                                                                               |
| L E G I S L A T U R A | Adriano Ciaffi (DC-PPI)                  | Benedetto Vincenzo Nicotra (DC)                                                    | Antonio Cariglia (PSDI)                                                            | Gastone Savio (DC-PPI)                                                             | Angelo Tiraboschi (PSI)                                                            | Manfredo Manfredi (DC-PPI)                                                         | Aldo Aniasi (PSI)                                                                  | Giuseppe Cerutti (PSI)                                                             | Pasquale Lamorte (DC-PPI)                                                          | Agostino Marianetti (PSI)                                                          | Vincenzo Mancini (DC-PPI)                                                          | Lino Armellin (DC-PPI)                                                             | Francesco Bruni (DC-PPI)                                                           |                                                                                    | N.D.                                                                               |
| L E G I S L A T U R A | Adriano Ciaffi (DC-PPI)                  |                                                                                    | Antonio Cariglia (PSDI)                                                            | Gastone Savio (DC-PPI)                                                             | Angelo Tiraboschi (PSI)                                                            | Manfredo Manfredi (DC-PPI)                                                         | Aldo Aniasi (PSI)                                                                  | Giuseppe Cerutti (PSI)                                                             | Pasquale Lamorte (DC-PPI)                                                          | Agostino Marianetti (PSI)                                                          | Vincenzo Mancini (DC-PPI)                                                          | Lino Armellin (DC-PPI)                                                             | Francesco Bruni (DC-PPI)                                                           |                                                                                    | N.D.                                                                               |
| L E G I S L A T U R A | Adriano Ciaffi (DC-PPI)                  | Giuseppe Gargani (DC-PPI)                                                          | Antonio Cariglia (PSDI)                                                            | Gastone Savio (DC-PPI)                                                             | Angelo Tiraboschi (PSI)                                                            | Manfredo Manfredi (DC-PPI)                                                         | Aldo Aniasi (PSI)                                                                  | Giuseppe Cerutti (PSI)                                                             | Pasquale Lamorte (DC-PPI)                                                          | Agostino Marianetti (PSI)                                                          | Vincenzo Mancini (DC-PPI)                                                          | Lino Armellin (DC-PPI)                                                             | Francesco Bruni (DC-PPI)                                                           |                                                                                    | N.D.                                                                               |
| L E G I S L A T U R A | XII                                      |                                                                                    |                                                                                    |                                                                                    |                                                                                    |                                                                                    |                                                                                    |                                                                                    |                                                                                    |                                                                                    |                                                                                    |                                                                                    |                                                                                    |                                                                                    | N.D.                                                                               |
| L E G I S L A T U R A | Gustavo Selva (AN)                       | Tiziana Maiolo (FI)                                                                | Mirko Tremaglia (AN)                                                               | Paolo Bampo (LN)                                                                   | Silvio Liotta (FI)                                                                 | Paolo Agostinacchio (AN)                                                           | Vittorio Sgarbi (Misto)                                                            | Francesco Formenti (LN)                                                            | Sante Perticaro (CCD)                                                              | Alessandro Rubino (FI)                                                             | Marco Fabio Sartori (LN)                                                           | Roberto Calderoli (LN)                                                             | Alberto Lembo (LN)                                                                 |                                                                                    | N.D.                                                                               |
| L E G I S L A T U R A | Gustavo Selva (AN)                       | Tiziana Maiolo (FI)                                                                | Mirko Tremaglia (AN)                                                               | Paolo Bampo (LN)                                                                   | Silvio Liotta (FI)                                                                 |                                                                                    | Vittorio Sgarbi (Misto)                                                            | Francesco Formenti (LN)                                                            | Sante Perticaro (CCD)                                                              | Alessandro Rubino (FI)                                                             | Marco Fabio Sartori (LN)                                                           | Roberto Calderoli (LN)                                                             | Alberto Lembo (LN)                                                                 |                                                                                    | N.D.                                                                               |
| L E G I S L A T U R A | Gustavo Selva (AN)                       | Tiziana Maiolo (FI)                                                                | Mirko Tremaglia (AN)                                                               | Paolo Bampo (LN)                                                                   | Silvio Liotta (FI)                                                                 | Pierangelo Paleari (FI)                                                            | Vittorio Sgarbi (Misto)                                                            | Francesco Formenti (LN)                                                            | Sante Perticaro (CCD)                                                              | Alessandro Rubino (FI)                                                             | Marco Fabio Sartori (LN)                                                           | Roberto Calderoli (LN)                                                             | Alberto Lembo (LN)                                                                 |                                                                                    | N.D.                                                                               |
| L E G I S L A T U R A |                                          | AC,dPdC&I                                                                          | G                                                                                  | AE&C                                                                               | D                                                                                  | B,T&P                                                                              | F                                                                                  | C,S&I                                                                              | A,T&LP                                                                             | T,P&T                                                                              | AP,C&T                                                                             | LP&P                                                                               | AS                                                                                 | A                                                                                  | PdUE                                                                               |
| L E G I S L A T U R A | XIII                                     |                                                                                    |                                                                                    |                                                                                    |                                                                                    |                                                                                    |                                                                                    |                                                                                    |                                                                                    |                                                                                    |                                                                                    |                                                                                    |                                                                                    |                                                                                    |                                                                                    |
| L E G I S L A T U R A | Rosa Russo Jervolino (PD-U)              | Giuliano Pisapia (Misto)                                                           | Achille Occhetto (DS-U)                                                            | Valdo Spini (DS-U)                                                                 | Bruno Solaroli (SD-U)                                                              | Giorgio Benvenuto (DS-U)                                                           | Giovanni Castellani (PD-U)                                                         | Maria Rita Lorenzetti Pasquale (DS-U)                                              | Ernesto Stajano (Misto)                                                            | Nerio Nesi (comunista)                                                             | Renzo Innocenti (DS-U)                                                             | Marida Bolognesi (DS-U)                                                            | Alfonso Pecoraro Scanio (Misto-verdi-U)                                            | Antonio Ruberti (DS-U)                                                             |                                                                                    |
| L E G I S L A T U R A |                                          | Giuliano Pisapia (Misto)                                                           | Achille Occhetto (DS-U)                                                            | Valdo Spini (DS-U)                                                                 | Bruno Solaroli (SD-U)                                                              | Giorgio Benvenuto (DS-U)                                                           | Giovanni Castellani (PD-U)                                                         | Maria Rita Lorenzetti Pasquale (DS-U)                                              | Ernesto Stajano (Misto)                                                            | Nerio Nesi (comunista)                                                             | Renzo Innocenti (DS-U)                                                             | Marida Bolognesi (DS-U)                                                            | Alfonso Pecoraro Scanio (Misto-verdi-U)                                            | Antonio Ruberti (DS-U)                                                             |                                                                                    |
| L E G I S L A T U R A | Antonio Maccanico (D-U)                  | Giuliano Pisapia (Misto)                                                           | Achille Occhetto (DS-U)                                                            | Valdo Spini (DS-U)                                                                 | Bruno Solaroli (SD-U)                                                              | Giorgio Benvenuto (DS-U)                                                           | Giovanni Castellani (PD-U)                                                         | Maria Rita Lorenzetti Pasquale (DS-U)                                              | Ernesto Stajano (Misto)                                                            | Nerio Nesi (comunista)                                                             | Renzo Innocenti (DS-U)                                                             | Marida Bolognesi (DS-U)                                                            | Alfonso Pecoraro Scanio (Misto-verdi-U)                                            | Antonio Ruberti (DS-U)                                                             |                                                                                    |
| L E G I S L A T U R A |                                          |                                                                                    | Achille Occhetto (DS-U)                                                            | Valdo Spini (DS-U)                                                                 |                                                                                    | Giorgio Benvenuto (DS-U)                                                           | Giovanni Castellani (PD-U)                                                         |                                                                                    |                                                                                    |                                                                                    | Renzo Innocenti (DS-U)                                                             | Marida Bolognesi (DS-U)                                                            |                                                                                    |                                                                                    |                                                                                    |
| L E G I S L A T U R A | Raffaele Cananzi (PD-U)                  | Anna Finocchiaro (DS-U)                                                            | Achille Occhetto (DS-U)                                                            | Valdo Spini (DS-U)                                                                 | Augusto Fantozzi (D-U)                                                             | Giorgio Benvenuto (DS-U)                                                           | Giovanni Castellani (PD-U)                                                         | Sauro Turroni (Misto-verdi-U)                                                      | Gianantonio Mazzocchin (Misto-FLDR)                                                | Gianfranco Saraca (UDEUR)                                                          | Renzo Innocenti (DS-U)                                                             | Marida Bolognesi (DS-U)                                                            | Francesco Ferrari (PD-U)                                                           | Luigi Berlinguer (DS-U)                                                            |                                                                                    |
| L E G I S L A T U R A |                                          | Anna Finocchiaro (DS-U)                                                            | Achille Occhetto (DS-U)                                                            | Valdo Spini (DS-U)                                                                 | Augusto Fantozzi (D-U)                                                             | Giorgio Benvenuto (DS-U)                                                           | Giovanni Castellani (PD-U)                                                         | Sauro Turroni (Misto-verdi-U)                                                      | Gianantonio Mazzocchin (Misto-FLDR)                                                | Gianfranco Saraca (UDEUR)                                                          | Renzo Innocenti (DS-U)                                                             | Marida Bolognesi (DS-U)                                                            | Francesco Ferrari (PD-U)                                                           | Luigi Berlinguer (DS-U)                                                            |                                                                                    |
| L E G I S L A T U R A | Rosa Russo Jervolino (PD-U)              | Anna Finocchiaro (DS-U)                                                            | Achille Occhetto (DS-U)                                                            | Valdo Spini (DS-U)                                                                 | Augusto Fantozzi (D-U)                                                             | Giorgio Benvenuto (DS-U)                                                           | Giovanni Castellani (PD-U)                                                         | Sauro Turroni (Misto-verdi-U)                                                      | Gianantonio Mazzocchin (Misto-FLDR)                                                | Gianfranco Saraca (UDEUR)                                                          | Renzo Innocenti (DS-U)                                                             | Marida Bolognesi (DS-U)                                                            | Francesco Ferrari (PD-U)                                                           | Luigi Berlinguer (DS-U)                                                            |                                                                                    |
| L E G I S L A T U R A | XIV                                      |                                                                                    |                                                                                    |                                                                                    |                                                                                    |                                                                                    |                                                                                    |                                                                                    |                                                                                    |                                                                                    |                                                                                    |                                                                                    |                                                                                    |                                                                                    |                                                                                    |
| L E G I S L A T U R A | Donato Bruno (FI)                        | Gaetano Pecorella (FI)                                                             | Gustavo Selva (AN)                                                                 | Luigi Ramponi (AN)                                                                 | Giancarlo Giorgetti (LNFP)                                                         | Giorgio La Malfa (Misto-LdRN.PSI)                                                  | Ferdinando Adornato (FI)                                                           | Pietro Armani (AN)                                                                 | Paolo Romani (FI)                                                                  | Bruno Tabacci (UDC)                                                                | Domenico Benedetti Valentini (AN)                                                  | Giuseppe Palumbo (FI)                                                              | Giacomo De Ghislanzoni Cardoli (FI)                                                | Giacomo Stucchi (LNFP)                                                             |                                                                                    |
| L E G I S L A T U R A | Donato Bruno (FI)                        | Gaetano Pecorella (FI)                                                             | Gustavo Selva (AN)                                                                 | Luigi Ramponi (AN)                                                                 | Giancarlo Giorgetti (LNFP)                                                         |                                                                                    | Ferdinando Adornato (FI)                                                           | Pietro Armani (AN)                                                                 | Paolo Romani (FI)                                                                  | Bruno Tabacci (UDC)                                                                | Domenico Benedetti Valentini (AN)                                                  | Giuseppe Palumbo (FI)                                                              | Giacomo De Ghislanzoni Cardoli (FI)                                                | Giacomo Stucchi (LNFP)                                                             |                                                                                    |
| L E G I S L A T U R A | Donato Bruno (FI)                        | Gaetano Pecorella (FI)                                                             | Gustavo Selva (AN)                                                                 | Luigi Ramponi (AN)                                                                 | Giancarlo Giorgetti (LNFP)                                                         | Antonio Marzano (FI)                                                               | Ferdinando Adornato (FI)                                                           | Pietro Armani (AN)                                                                 | Paolo Romani (FI)                                                                  | Bruno Tabacci (UDC)                                                                | Domenico Benedetti Valentini (AN)                                                  | Giuseppe Palumbo (FI)                                                              | Giacomo De Ghislanzoni Cardoli (FI)                                                | Giacomo Stucchi (LNFP)                                                             |                                                                                    |
| L E G I S L A T U R A | Donato Bruno (FI)                        | Gaetano Pecorella (FI)                                                             | Gustavo Selva (AN)                                                                 | Luigi Ramponi (AN)                                                                 | Giancarlo Giorgetti (LNFP)                                                         |                                                                                    | Ferdinando Adornato (FI)                                                           | Pietro Armani (AN)                                                                 |                                                                                    | Bruno Tabacci (UDC)                                                                | Domenico Benedetti Valentini (AN)                                                  | Giuseppe Palumbo (FI)                                                              | Giacomo De Ghislanzoni Cardoli (FI)                                                | Giacomo Stucchi (LNFP)                                                             |                                                                                    |
| L E G I S L A T U R A | Donato Bruno (FI)                        | Gaetano Pecorella (FI)                                                             | Gustavo Selva (AN)                                                                 | Luigi Ramponi (AN)                                                                 | Giancarlo Giorgetti (LNFP)                                                         | Angelo Sanza (FI)                                                                  | Ferdinando Adornato (FI)                                                           | Pietro Armani (AN)                                                                 |                                                                                    | Bruno Tabacci (UDC)                                                                | Domenico Benedetti Valentini (AN)                                                  | Giuseppe Palumbo (FI)                                                              | Giacomo De Ghislanzoni Cardoli (FI)                                                | Giacomo Stucchi (LNFP)                                                             |                                                                                    |
| L E G I S L A T U R A | Donato Bruno (FI)                        | Gaetano Pecorella (FI)                                                             | Gustavo Selva (AN)                                                                 | Luigi Ramponi (AN)                                                                 | Giancarlo Giorgetti (LNFP)                                                         |                                                                                    | Ferdinando Adornato (FI)                                                           | Pietro Armani (AN)                                                                 |                                                                                    | Bruno Tabacci (UDC)                                                                | Domenico Benedetti Valentini (AN)                                                  | Giuseppe Palumbo (FI)                                                              | Giacomo De Ghislanzoni Cardoli (FI)                                                | Giacomo Stucchi (LNFP)                                                             |                                                                                    |
| L E G I S L A T U R A | Donato Bruno (FI)                        | Gaetano Pecorella (FI)                                                             | Gustavo Selva (AN)                                                                 | Luigi Ramponi (AN)                                                                 | Giancarlo Giorgetti (LNFP)                                                         | Renzo Patria (FI)                                                                  | Ferdinando Adornato (FI)                                                           | Pietro Armani (AN)                                                                 |                                                                                    | Bruno Tabacci (UDC)                                                                | Domenico Benedetti Valentini (AN)                                                  | Giuseppe Palumbo (FI)                                                              | Giacomo De Ghislanzoni Cardoli (FI)                                                | Giacomo Stucchi (LNFP)                                                             |                                                                                    |
| L E G I S L A T U R A | XV                                       |                                                                                    |                                                                                    |                                                                                    |                                                                                    |                                                                                    |                                                                                    |                                                                                    |                                                                                    |                                                                                    |                                                                                    |                                                                                    |                                                                                    |                                                                                    |                                                                                    |
| L E G I S L A T U R A | Luciano Violante (PD-U)                  | Pino Pisicchio (IdV)                                                               | Umberto Ranieri (PD-U)                                                             | Roberta Pinotti (PD-U)                                                             | Lino Duilio (PD-U)                                                                 | Paolo Del Mese (Misto)                                                             | Pietro Folena (RC-SE)                                                              | Ermete Realacci (PD-U)                                                             | Michele Meta (PD-U)                                                                | Daniele Capezzone (RNP)                                                            | Gianni Pagliarini (Com.It)                                                         | Mimmo Lucà (PD-U)                                                                  | Marco Lion (Verdi)                                                                 | Franca Bimbi (PD-U)                                                                |                                                                                    |
| L E G I S L A T U R A | Luciano Violante (PD-U)                  | Pino Pisicchio (IdV)                                                               | Umberto Ranieri (PD-U)                                                             | Roberta Pinotti (PD-U)                                                             | Lino Duilio (PD-U)                                                                 | Paolo Del Mese (Misto)                                                             | Pietro Folena (RC-SE)                                                              | Ermete Realacci (PD-U)                                                             | Michele Meta (PD-U)                                                                |                                                                                    | Gianni Pagliarini (Com.It)                                                         | Mimmo Lucà (PD-U)                                                                  | Marco Lion (Verdi)                                                                 | Franca Bimbi (PD-U)                                                                |                                                                                    |
| L E G I S L A T U R A | Luciano Violante (PD-U)                  | Pino Pisicchio (IdV)                                                               | Umberto Ranieri (PD-U)                                                             | Roberta Pinotti (PD-U)                                                             | Lino Duilio (PD-U)                                                                 | Paolo Del Mese (Misto)                                                             | Pietro Folena (RC-SE)                                                              | Ermete Realacci (PD-U)                                                             | Michele Meta (PD-U)                                                                | Maurizio Turco (SocRad-RnP)                                                        | Gianni Pagliarini (Com.It)                                                         | Mimmo Lucà (PD-U)                                                                  | Marco Lion (Verdi)                                                                 | Franca Bimbi (PD-U)                                                                |                                                                                    |
| L E G I S L A T U R A | XVI                                      |                                                                                    |                                                                                    |                                                                                    |                                                                                    |                                                                                    |                                                                                    |                                                                                    |                                                                                    |                                                                                    |                                                                                    |                                                                                    |                                                                                    |                                                                                    |                                                                                    |
| L E G I S L A T U R A | Donato Bruno (PdL)                       | Giulia Bongiorno (FLpTP)                                                           | Stefano Stefani (LNP)                                                              | Edmondo Cirielli (PdL)                                                             | Giancarlo Giorgetti (LNP)                                                          | Gianfranco Conte (PdL)                                                             | Valentina Aprea (PdL)                                                              | Angelo Alessandri (Misto)                                                          | Mario Valducci (PdL)                                                               | Andrea Gibelli (LNP)                                                               | Stefano Saglia (PdL)                                                               | Giuseppe Palumbo (PdL)                                                             | Paolo Russo (PdL)                                                                  | Mario Pescante (PdL)                                                               |                                                                                    |
| L E G I S L A T U R A | Donato Bruno (PdL)                       | Giulia Bongiorno (FLpTP)                                                           | Stefano Stefani (LNP)                                                              | Edmondo Cirielli (PdL)                                                             | Giancarlo Giorgetti (LNP)                                                          | Gianfranco Conte (PdL)                                                             |                                                                                    | Angelo Alessandri (Misto)                                                          | Mario Valducci (PdL)                                                               |                                                                                    |                                                                                    | Giuseppe Palumbo (PdL)                                                             | Paolo Russo (PdL)                                                                  | Mario Pescante (PdL)                                                               |                                                                                    |
| L E G I S L A T U R A | Donato Bruno (PdL)                       | Giulia Bongiorno (FLpTP)                                                           | Stefano Stefani (LNP)                                                              | Edmondo Cirielli (PdL)                                                             | Giancarlo Giorgetti (LNP)                                                          | Gianfranco Conte (PdL)                                                             | Manuela Ghizzoni (PD)                                                              | Angelo Alessandri (Misto)                                                          | Mario Valducci (PdL)                                                               | Manuela Dal Lago (LNP)                                                             | Silvano Moffa (PT)                                                                 | Giuseppe Palumbo (PdL)                                                             | Paolo Russo (PdL)                                                                  | Mario Pescante (PdL)                                                               |                                                                                    |
| L E G I S L A T U R A | XVII                                     |                                                                                    |                                                                                    |                                                                                    |                                                                                    |                                                                                    |                                                                                    |                                                                                    |                                                                                    |                                                                                    |                                                                                    |                                                                                    |                                                                                    |                                                                                    |                                                                                    |
| L E G I S L A T U R A | Francesco Paolo Sisto (FI-PdL)           | Donatella Ferranti (PD)                                                            | Fabrizio Cicchitto (AP-CpE-NCD-NcI)                                                | Elio Vito (FI-PdL)                                                                 | Francesco Boccia (PD)                                                              | Daniele Capezzone (FI-PdL)                                                         | Giancarlo Galan (FI-PdL)                                                           | Ermete Realacci (PD)                                                               | Michele Meta (PD)                                                                  | Guglielmo Epifani (MDP-LU)                                                         | Cesare Damiano (PD)                                                                | Pierpaolo Vargiu (SCpI)                                                            | Luca Sani (PD)                                                                     | Michele Bordo (PD)                                                                 |                                                                                    |
| L E G I S L A T U R A |                                          | Donatella Ferranti (PD)                                                            | Fabrizio Cicchitto (AP-CpE-NCD-NcI)                                                |                                                                                    | Francesco Boccia (PD)                                                              |                                                                                    |                                                                                    | Ermete Realacci (PD)                                                               | Michele Meta (PD)                                                                  | Guglielmo Epifani (MDP-LU)                                                         | Cesare Damiano (PD)                                                                |                                                                                    | Luca Sani (PD)                                                                     | Michele Bordo (PD)                                                                 |                                                                                    |
| L E G I S L A T U R A | Andrea Mazziotti di Celso (Misto-CI-EPI) | Donatella Ferranti (PD)                                                            | Fabrizio Cicchitto (AP-CpE-NCD-NcI)                                                | Francesco Saverio Garofani (PD)                                                    | Francesco Boccia (PD)                                                              | Maurizio Bernardo (PD)                                                             | Flavia Piccoli Nardelli (PD)                                                       | Ermete Realacci (PD)                                                               | Michele Meta (PD)                                                                  | Guglielmo Epifani (MDP-LU)                                                         | Cesare Damiano (PD)                                                                | Mario Marazziti (DeS-CD)                                                           | Luca Sani (PD)                                                                     | Michele Bordo (PD)                                                                 |                                                                                    |
| L E G I S L A T U R A | XVIII                                    |                                                                                    |                                                                                    |                                                                                    |                                                                                    |                                                                                    |                                                                                    |                                                                                    |                                                                                    |                                                                                    |                                                                                    |                                                                                    |                                                                                    |                                                                                    |                                                                                    |
| L E G I S L A T U R A | Giuseppe Brescia (M5S)                   | Giulia Sarti (M5S)                                                                 | Marta Grande (M5S)                                                                 | Gianluca Rizzo (IpF-IC)                                                            | Claudio Borghi (Lega)                                                              | Carla Ruocco (M5S)                                                                 | Luigi Gallo (M5S)                                                                  | Alessandro Manuel Benvenuto (Lega)                                                 | Alessandro Morelli (Lega)                                                          | Barbara Saltamartini (Lega)                                                        | Andrea Giaccone (Lega)                                                             | Marialucia Lorefice (M5S)                                                          | Filippo Gallinella (IpF-IC)                                                        | Sergio Battelli (IpF-IC)                                                           |                                                                                    |
| L E G I S L A T U R A | Giuseppe Brescia (M5S)                   |                                                                                    | Marta Grande (M5S)                                                                 | Gianluca Rizzo (IpF-IC)                                                            | Claudio Borghi (Lega)                                                              |                                                                                    | Luigi Gallo (M5S)                                                                  | Alessandro Manuel Benvenuto (Lega)                                                 | Alessandro Morelli (Lega)                                                          | Barbara Saltamartini (Lega)                                                        |                                                                                    | Marialucia Lorefice (M5S)                                                          | Filippo Gallinella (IpF-IC)                                                        | Sergio Battelli (IpF-IC)                                                           |                                                                                    |
| L E G I S L A T U R A | Giuseppe Brescia (M5S)                   | Francesca Businarolo (M5S)                                                         | Marta Grande (M5S)                                                                 | Gianluca Rizzo (IpF-IC)                                                            | Claudio Borghi (Lega)                                                              | Raffaele Trano (Misto)                                                             | Luigi Gallo (M5S)                                                                  | Alessandro Manuel Benvenuto (Lega)                                                 | Alessandro Morelli (Lega)                                                          | Barbara Saltamartini (Lega)                                                        | Debora Serracchiani (PD)                                                           | Marialucia Lorefice (M5S)                                                          | Filippo Gallinella (IpF-IC)                                                        | Sergio Battelli (IpF-IC)                                                           |                                                                                    |
| L E G I S L A T U R A | Giuseppe Brescia (M5S)                   | Francesca Businarolo (M5S)                                                         |                                                                                    | Gianluca Rizzo (IpF-IC)                                                            |                                                                                    | Raffaele Trano (Misto)                                                             |                                                                                    |                                                                                    |                                                                                    |                                                                                    | Debora Serracchiani (PD)                                                           | Marialucia Lorefice (M5S)                                                          | Filippo Gallinella (IpF-IC)                                                        | Sergio Battelli (IpF-IC)                                                           |                                                                                    |
| L E G I S L A T U R A | Giuseppe Brescia (M5S)                   | Francesca Businarolo (M5S)                                                         | Piero Fassino (PD)                                                                 | Gianluca Rizzo (IpF-IC)                                                            | Fabio Melilli (PD)                                                                 | Raffaele Trano (Misto)                                                             | Vittoria Casa (IpF-IC)                                                             | Alessia Rotta (PD)                                                                 | Raffaella Paita (IV-IC'è)                                                          | Martina Nardi (PD)                                                                 | Debora Serracchiani (PD)                                                           | Marialucia Lorefice (M5S)                                                          | Filippo Gallinella (IpF-IC)                                                        | Sergio Battelli (IpF-IC)                                                           |                                                                                    |
| L E G I S L A T U R A | Giuseppe Brescia (M5S)                   |                                                                                    | Piero Fassino (PD)                                                                 | Gianluca Rizzo (IpF-IC)                                                            | Fabio Melilli (PD)                                                                 |                                                                                    | Vittoria Casa (IpF-IC)                                                             | Alessia Rotta (PD)                                                                 | Raffaella Paita (IV-IC'è)                                                          | Martina Nardi (PD)                                                                 |                                                                                    | Marialucia Lorefice (M5S)                                                          | Filippo Gallinella (IpF-IC)                                                        | Sergio Battelli (IpF-IC)                                                           |                                                                                    |
| L E G I S L A T U R A | Giuseppe Brescia (M5S)                   | Mario Perantoni (M5S)                                                              | Piero Fassino (PD)                                                                 | Gianluca Rizzo (IpF-IC)                                                            | Fabio Melilli (PD)                                                                 | Luigi Marattin (IV-IC'è)                                                           | Vittoria Casa (IpF-IC)                                                             | Alessia Rotta (PD)                                                                 | Raffaella Paita (IV-IC'è)                                                          | Martina Nardi (PD)                                                                 | Romina Mura (PD)                                                                   | Marialucia Lorefice (M5S)                                                          | Filippo Gallinella (IpF-IC)                                                        | Sergio Battelli (IpF-IC)                                                           |                                                                                    |
| L E G I S L A T U R A | XIX                                      |                                                                                    |                                                                                    |                                                                                    |                                                                                    |                                                                                    |                                                                                    |                                                                                    |                                                                                    |                                                                                    |                                                                                    |                                                                                    |                                                                                    |                                                                                    |                                                                                    |
| L E G I S L A T U R A | Nazario Pagano (FI-PPE)                  | Ciro Maschio (FdI)                                                                 | Giulio Tremonti (FdI)                                                              | Antonino Minardo (Lega)                                                            | Giuseppe Mangialavori (FI-PPE)                                                     | Marco Osnato (FdI)                                                                 | Federico Mollicone (FdI)                                                           | Mauro Rotelli (FdI)                                                                | Salvatore Deidda (FdI)                                                             | Alberto Gusmeroli (Lega)                                                           | Walter Rizzetto (FdI)                                                              | Ugo Cappellacci (FI-PPE)                                                           | Mirco Carloni (Lega)                                                               | Alessandro Giglio Vigna (Lega)                                                     |                                                                                    |

### Senato della Repubblica
Nell'attuale XIX legislatura, presso il Senato della Repubblica sono istituite le seguenti 10 Commissioni permanenti:
- 1ª Affari costituzionali, affari della Presidenza del Consiglio e dell'interno, ordinamento generale dello Stato e della Pubblica Amministrazione, editoria, digitalizzazione
- 2ª Giustizia
- 3ª Affari esteri e difesa
- 4ª Politiche dell'Unione europea
- 5ª Programmazione economica, bilancio
- 6ª Finanze e tesoro
- 7ª Cultura e patrimonio culturale, istruzione pubblica, ricerca scientifica, spettacolo e sport
- 8ª Ambiente, transizione ecologica, energia, lavori pubblici, comunicazioni, innovazione tecnologica
- 9ª Industria, commercio, turismo, agricoltura e produzione agroalimentare
- 10ª Affari sociali, sanità, lavoro pubblico e privato, previdenza sociale

|                       |                                                    | Presidenti delle Commissioni parlamentari permanenti presso il Senato | Presidenti delle Commissioni parlamentari permanenti presso il Senato | Presidenti delle Commissioni parlamentari permanenti presso il Senato | Presidenti delle Commissioni parlamentari permanenti presso il Senato | Presidenti delle Commissioni parlamentari permanenti presso il Senato | Presidenti delle Commissioni parlamentari permanenti presso il Senato | Presidenti delle Commissioni parlamentari permanenti presso il Senato | Presidenti delle Commissioni parlamentari permanenti presso il Senato | Presidenti delle Commissioni parlamentari permanenti presso il Senato | Presidenti delle Commissioni parlamentari permanenti presso il Senato | Presidenti delle Commissioni parlamentari permanenti presso il Senato | Presidenti delle Commissioni parlamentari permanenti presso il Senato | Presidenti delle Commissioni parlamentari permanenti presso il Senato | Presidenti delle Commissioni parlamentari permanenti presso il Senato |
| 1ª                    | 2ª                                                 | 3ª                                                                    | 4ª                                                                    | 5ª                                                                    | 6ª                                                                    | 7ª                                                                    | 8ª                                                                    | 9ª                                                                    | 10ª                                                                   | 11ª                                                                   | 12ª                                                                   | 13ª                                                                   | 14ª                                                                   |                                                                       |                                                                       |
| L E G I S L A T U R A |                                                    | AdPdC&dI                                                              | G&AaP                                                                 | AE&C                                                                  | D                                                                     | F&T                                                                   | IP&BA                                                                 | LP,T,P&T,MM                                                           | A&A                                                                   | I,CI&E,T                                                              | L,E,PS                                                                | I&S                                                                   | N.D.                                                                  | N.D.                                                                  | N.D.                                                                  |
| --------------------- | -------------------------------------------------- | --------------------------------------------------------------------- | --------------------------------------------------------------------- | --------------------------------------------------------------------- | --------------------------------------------------------------------- | --------------------------------------------------------------------- | --------------------------------------------------------------------- | --------------------------------------------------------------------- | --------------------------------------------------------------------- | --------------------------------------------------------------------- | --------------------------------------------------------------------- | --------------------------------------------------------------------- | --------------------------------------------------------------------- | --------------------------------------------------------------------- | --------------------------------------------------------------------- |
| L E G I S L A T U R A | I                                                  |                                                                       |                                                                       |                                                                       |                                                                       |                                                                       |                                                                       |                                                                       |                                                                       |                                                                       |                                                                       |                                                                       | N.D.                                                                  | N.D.                                                                  | N.D.                                                                  |
| L E G I S L A T U R A | I                                                  | Umberto Merlin (DC)                                                   | Giovanni Persico (PSDI)                                               | Stefano Jacini (DC)                                                   | Alessandro Casati (Liberale)                                          | Giuseppe Paratore (Misto)                                             | Gaetano Quagliariello (DC)                                            | Paolo Cappa (DC)                                                      | Giovanni Pallastrelli (DC)                                            | Giovanni Battista Bertone (DC)                                        | Cino Macrelli (Repubblicano)                                          | Raffaele Caporali (DC)                                                | N.D.                                                                  | N.D.                                                                  | N.D.                                                                  |
| L E G I S L A T U R A | I                                                  |                                                                       | Giovanni Persico (PSDI)                                               | Stefano Jacini (DC)                                                   | Alessandro Casati (Liberale)                                          | Giuseppe Paratore (Misto)                                             | Gaetano Quagliariello (DC)                                            | Paolo Cappa (DC)                                                      | Giovanni Pallastrelli (DC)                                            |                                                                       | Cino Macrelli (Repubblicano)                                          | Raffaele Caporali (DC)                                                | N.D.                                                                  | N.D.                                                                  | N.D.                                                                  |
| L E G I S L A T U R A | I                                                  | Umberto Tupini (DC)                                                   | Giovanni Persico (PSDI)                                               | Stefano Jacini (DC)                                                   | Alessandro Casati (Liberale)                                          | Giuseppe Paratore (Misto)                                             | Gaetano Quagliariello (DC)                                            | Paolo Cappa (DC)                                                      | Giovanni Pallastrelli (DC)                                            | Piero Mentasti (DC)                                                   | Cino Macrelli (Repubblicano)                                          | Raffaele Caporali (DC)                                                | N.D.                                                                  | N.D.                                                                  | N.D.                                                                  |
| L E G I S L A T U R A | I                                                  | Umberto Tupini (DC)                                                   | Giovanni Persico (PSDI)                                               |                                                                       | Alessandro Casati (Liberale)                                          |                                                                       |                                                                       |                                                                       |                                                                       | Piero Mentasti (DC)                                                   | Cino Macrelli (Repubblicano)                                          | Raffaele Caporali (DC)                                                | N.D.                                                                  | N.D.                                                                  | N.D.                                                                  |
| L E G I S L A T U R A | I                                                  | Umberto Tupini (DC)                                                   | Giovanni Persico (PSDI)                                               | Giovanni Carrara (DC)                                                 | Alessandro Casati (Liberale)                                          | Giovanni Battista Bertone (DC)                                        | Aldo Ferrabino (DC)                                                   | Guido Corbellini (DC)                                                 | Rocco Salomone (DC)                                                   | Piero Mentasti (DC)                                                   | Cino Macrelli (Repubblicano)                                          | Raffaele Caporali (DC)                                                | N.D.                                                                  | N.D.                                                                  | N.D.                                                                  |
| L E G I S L A T U R A | I                                                  |                                                                       | Giovanni Persico (PSDI)                                               | Giovanni Carrara (DC)                                                 | Alessandro Casati (Liberale)                                          | Giovanni Battista Bertone (DC)                                        | Aldo Ferrabino (DC)                                                   | Guido Corbellini (DC)                                                 | Rocco Salomone (DC)                                                   |                                                                       | Cino Macrelli (Repubblicano)                                          | Raffaele Caporali (DC)                                                | N.D.                                                                  | N.D.                                                                  | N.D.                                                                  |
| L E G I S L A T U R A | I                                                  | Antonio Boggiano Pico (DC)                                            | Giovanni Persico (PSDI)                                               | Giovanni Carrara (DC)                                                 | Alessandro Casati (Liberale)                                          | Giovanni Battista Bertone (DC)                                        | Aldo Ferrabino (DC)                                                   | Guido Corbellini (DC)                                                 | Rocco Salomone (DC)                                                   | Mario Longoni (DC)                                                    | Cino Macrelli (Repubblicano)                                          | Raffaele Caporali (DC)                                                | N.D.                                                                  | N.D.                                                                  | N.D.                                                                  |
| L E G I S L A T U R A |                                                    | AdPdC&dI                                                              | G&AaP                                                                 | AE                                                                    | D                                                                     | F&T                                                                   | IP&BA                                                                 | LP,T,P&T,MM                                                           | A&A                                                                   | I,CI&E,T                                                              | L,E,PS                                                                | I&S                                                                   | N.D.                                                                  | N.D.                                                                  | N.D.                                                                  |
| L E G I S L A T U R A | II                                                 |                                                                       |                                                                       |                                                                       |                                                                       |                                                                       |                                                                       |                                                                       |                                                                       |                                                                       |                                                                       |                                                                       | N.D.                                                                  | N.D.                                                                  | N.D.                                                                  |
| L E G I S L A T U R A | II                                                 | Umberto Tupini (DC)                                                   | Adone Zoli (DC)                                                       | Mario Cingolani (DC)                                                  | Angelo Cerica (DC)                                                    | Giovanni Battista Bertone (DC)                                        | Raffaele Ciasca (DC)                                                  | Guido Corbellini (DC)                                                 | Vincenzo Menghi (DC)                                                  | Mario Longoni (DC)                                                    | Cristoforo Pezzini (DC)                                               | Luigi Benedetti (DC)                                                  | N.D.                                                                  | N.D.                                                                  | N.D.                                                                  |
| L E G I S L A T U R A | II                                                 |                                                                       |                                                                       | Mario Cingolani (DC)                                                  | Angelo Cerica (DC)                                                    | Giovanni Battista Bertone (DC)                                        | Raffaele Ciasca (DC)                                                  | Guido Corbellini (DC)                                                 | Vincenzo Menghi (DC)                                                  | Mario Longoni (DC)                                                    | Cristoforo Pezzini (DC)                                               | Luigi Benedetti (DC)                                                  | N.D.                                                                  | N.D.                                                                  | N.D.                                                                  |
| L E G I S L A T U R A | II                                                 | Mario Zotta (DC)                                                      | Lorenzo Spallino (DC)                                                 | Mario Cingolani (DC)                                                  | Angelo Cerica (DC)                                                    | Giovanni Battista Bertone (DC)                                        | Raffaele Ciasca (DC)                                                  | Guido Corbellini (DC)                                                 | Vincenzo Menghi (DC)                                                  | Mario Longoni (DC)                                                    | Cristoforo Pezzini (DC)                                               | Luigi Benedetti (DC)                                                  | N.D.                                                                  | N.D.                                                                  | N.D.                                                                  |
| L E G I S L A T U R A | II                                                 | Mario Zotta (DC)                                                      | Lorenzo Spallino (DC)                                                 |                                                                       | Angelo Cerica (DC)                                                    | Giovanni Battista Bertone (DC)                                        | Raffaele Ciasca (DC)                                                  | Guido Corbellini (DC)                                                 | Vincenzo Menghi (DC)                                                  | Mario Longoni (DC)                                                    | Cristoforo Pezzini (DC)                                               | Luigi Benedetti (DC)                                                  | N.D.                                                                  | N.D.                                                                  | N.D.                                                                  |
| L E G I S L A T U R A | II                                                 | Mario Zotta (DC)                                                      | Lorenzo Spallino (DC)                                                 | Antonio Boggiano Pico (DC)                                            | Angelo Cerica (DC)                                                    | Giovanni Battista Bertone (DC)                                        | Raffaele Ciasca (DC)                                                  | Guido Corbellini (DC)                                                 | Vincenzo Menghi (DC)                                                  | Mario Longoni (DC)                                                    | Cristoforo Pezzini (DC)                                               | Luigi Benedetti (DC)                                                  | N.D.                                                                  | N.D.                                                                  | N.D.                                                                  |
| L E G I S L A T U R A | II                                                 |                                                                       |                                                                       |                                                                       | Angelo Cerica (DC)                                                    | Giovanni Battista Bertone (DC)                                        | Raffaele Ciasca (DC)                                                  | Guido Corbellini (DC)                                                 | Vincenzo Menghi (DC)                                                  | Mario Longoni (DC)                                                    | Cristoforo Pezzini (DC)                                               | Luigi Benedetti (DC)                                                  | N.D.                                                                  | N.D.                                                                  | N.D.                                                                  |
| L E G I S L A T U R A | II                                                 | Leopoldo Baracco (DC)                                                 | Giuseppe Magliano (DC)                                                |                                                                       | Angelo Cerica (DC)                                                    | Giovanni Battista Bertone (DC)                                        | Raffaele Ciasca (DC)                                                  | Guido Corbellini (DC)                                                 | Vincenzo Menghi (DC)                                                  | Mario Longoni (DC)                                                    | Cristoforo Pezzini (DC)                                               | Luigi Benedetti (DC)                                                  | N.D.                                                                  | N.D.                                                                  | N.D.                                                                  |
| L E G I S L A T U R A |                                                    | AdPdC&dI                                                              | G&AaP                                                                 | AE                                                                    | D                                                                     | F&T                                                                   | IP&BA                                                                 | LP,T,P&T,MM                                                           | A&A                                                                   | I,CI&E,T                                                              | L,E,PS                                                                | I&S                                                                   | N.D.                                                                  | N.D.                                                                  | N.D.                                                                  |
| L E G I S L A T U R A | III                                                |                                                                       |                                                                       |                                                                       |                                                                       |                                                                       |                                                                       |                                                                       |                                                                       |                                                                       |                                                                       |                                                                       | N.D.                                                                  | N.D.                                                                  | N.D.                                                                  |
| L E G I S L A T U R A | III                                                | Leopoldo Baracco (DC)                                                 | Giuseppe Magliano (DC)                                                | Attilio Piccioni (DC)                                                 | Angelo Cerica (DC)                                                    | Giovanni Battista Bertone (DC)                                        | Adone Zoli (DC)                                                       | Guido Corbellini (DC)                                                 | Vincenzo Menghi (DC)                                                  | Silvio Gava (DC)                                                      | Cristoforo Pezzini (DC)                                               | Luigi Benedetti (DC)                                                  | N.D.                                                                  | N.D.                                                                  | N.D.                                                                  |
| L E G I S L A T U R A | III                                                | Leopoldo Baracco (DC)                                                 | Giuseppe Magliano (DC)                                                | Attilio Piccioni (DC)                                                 | Angelo Cerica (DC)                                                    | Giovanni Battista Bertone (DC)                                        |                                                                       | Guido Corbellini (DC)                                                 | Vincenzo Menghi (DC)                                                  | Silvio Gava (DC)                                                      | Cristoforo Pezzini (DC)                                               | Luigi Benedetti (DC)                                                  | N.D.                                                                  | N.D.                                                                  | N.D.                                                                  |
| L E G I S L A T U R A | III                                                | Leopoldo Baracco (DC)                                                 | Giuseppe Magliano (DC)                                                | Attilio Piccioni (DC)                                                 | Angelo Cerica (DC)                                                    | Giovanni Battista Bertone (DC)                                        | Giorgio Bo (DC)                                                       | Guido Corbellini (DC)                                                 | Vincenzo Menghi (DC)                                                  | Silvio Gava (DC)                                                      | Cristoforo Pezzini (DC)                                               | Luigi Benedetti (DC)                                                  | N.D.                                                                  | N.D.                                                                  | N.D.                                                                  |
| L E G I S L A T U R A | III                                                | Leopoldo Baracco (DC)                                                 | Giuseppe Magliano (DC)                                                |                                                                       | Angelo Cerica (DC)                                                    | Giovanni Battista Bertone (DC)                                        |                                                                       | Guido Corbellini (DC)                                                 | Vincenzo Menghi (DC)                                                  | Silvio Gava (DC)                                                      |                                                                       | Luigi Benedetti (DC)                                                  | N.D.                                                                  | N.D.                                                                  | N.D.                                                                  |
| L E G I S L A T U R A | III                                                | Leopoldo Baracco (DC)                                                 | Giuseppe Magliano (DC)                                                | Giuseppe Medici (DC)                                                  | Angelo Cerica (DC)                                                    | Giovanni Battista Bertone (DC)                                        | Cesare Angelini (DC)                                                  | Guido Corbellini (DC)                                                 | Vincenzo Menghi (DC)                                                  | Silvio Gava (DC)                                                      |                                                                       | Luigi Benedetti (DC)                                                  | N.D.                                                                  | N.D.                                                                  | N.D.                                                                  |
| L E G I S L A T U R A | III                                                | Leopoldo Baracco (DC)                                                 | Giuseppe Magliano (DC)                                                | Giuseppe Medici (DC)                                                  | Angelo Cerica (DC)                                                    | Giovanni Battista Bertone (DC)                                        | Cesare Angelini (DC)                                                  | Guido Corbellini (DC)                                                 | Vincenzo Menghi (DC)                                                  | Silvio Gava (DC)                                                      |                                                                       | Luigi Benedetti (DC)                                                  | N.D.                                                                  | N.D.                                                                  | N.D.                                                                  |
| L E G I S L A T U R A | III                                                | Leopoldo Baracco (DC)                                                 | Giuseppe Magliano (DC)                                                | Giuseppe Medici (DC)                                                  | Angelo Cerica (DC)                                                    | Giovanni Battista Bertone (DC)                                        | Cesare Angelini (DC)                                                  | Guido Corbellini (DC)                                                 | Vincenzo Menghi (DC)                                                  | Silvio Gava (DC)                                                      | Angelo Donato Tirabassi (DC)                                          | Luigi Benedetti (DC)                                                  | N.D.                                                                  | N.D.                                                                  | N.D.                                                                  |
| L E G I S L A T U R A | III                                                | Leopoldo Baracco (DC)                                                 | Giuseppe Magliano (DC)                                                | Giuseppe Medici (DC)                                                  |                                                                       | Giovanni Battista Bertone (DC)                                        | Cesare Angelini (DC)                                                  |                                                                       | Vincenzo Menghi (DC)                                                  |                                                                       |                                                                       |                                                                       | N.D.                                                                  | N.D.                                                                  | N.D.                                                                  |
| L E G I S L A T U R A | III                                                | Leopoldo Baracco (DC)                                                 | Giuseppe Magliano (DC)                                                | Giuseppe Medici (DC)                                                  | Raffaele Cadorna (Misto)                                              | Giovanni Battista Bertone (DC)                                        | Cesare Angelini (DC)                                                  | Domenico Romano (DC)                                                  | Vincenzo Menghi (DC)                                                  | Antonio Bussi (DC)                                                    | Angelo Lorenzi (DC)                                                   |                                                                       | N.D.                                                                  | N.D.                                                                  | N.D.                                                                  |
| L E G I S L A T U R A | III                                                | Leopoldo Baracco (DC)                                                 | Giuseppe Magliano (DC)                                                | Giuseppe Medici (DC)                                                  | Raffaele Cadorna (Misto)                                              | Giovanni Battista Bertone (DC)                                        | Cesare Angelini (DC)                                                  | Domenico Romano (DC)                                                  | Vincenzo Menghi (DC)                                                  | Antonio Bussi (DC)                                                    | Angelo Lorenzi (DC)                                                   |                                                                       | N.D.                                                                  | N.D.                                                                  | N.D.                                                                  |
| L E G I S L A T U R A | III                                                | Leopoldo Baracco (DC)                                                 | Giuseppe Magliano (DC)                                                | Giuseppe Medici (DC)                                                  | Raffaele Cadorna (Misto)                                              | Giovanni Battista Bertone (DC)                                        | Cesare Angelini (DC)                                                  | Domenico Romano (DC)                                                  | Vincenzo Menghi (DC)                                                  | Antonio Bussi (DC)                                                    | Angelo Lorenzi (DC)                                                   | Giovanni Ponti (DC)                                                   | N.D.                                                                  | N.D.                                                                  | N.D.                                                                  |
| L E G I S L A T U R A | III                                                | Leopoldo Baracco (DC)                                                 | Giuseppe Magliano (DC)                                                |                                                                       | Raffaele Cadorna (Misto)                                              | Giovanni Battista Bertone (DC)                                        |                                                                       | Domenico Romano (DC)                                                  | Vincenzo Menghi (DC)                                                  | Antonio Bussi (DC)                                                    | Angelo Lorenzi (DC)                                                   |                                                                       | N.D.                                                                  | N.D.                                                                  | N.D.                                                                  |
| L E G I S L A T U R A | III                                                | Leopoldo Baracco (DC)                                                 | Giuseppe Magliano (DC)                                                | Silvio Gava (DC)                                                      | Raffaele Cadorna (Misto)                                              | Giovanni Battista Bertone (DC)                                        | Carlo Grava (DC)                                                      | Domenico Romano (DC)                                                  | Vincenzo Menghi (DC)                                                  | Antonio Bussi (DC)                                                    | Angelo Lorenzi (DC)                                                   |                                                                       | N.D.                                                                  | N.D.                                                                  | N.D.                                                                  |
| L E G I S L A T U R A | III                                                | Leopoldo Baracco (DC)                                                 | Giuseppe Magliano (DC)                                                | Silvio Gava (DC)                                                      | Raffaele Cadorna (Misto)                                              | Giovanni Battista Bertone (DC)                                        | Carlo Grava (DC)                                                      | Domenico Romano (DC)                                                  | Vincenzo Menghi (DC)                                                  | Antonio Bussi (DC)                                                    | Angelo Lorenzi (DC)                                                   |                                                                       | N.D.                                                                  | N.D.                                                                  | N.D.                                                                  |
| L E G I S L A T U R A | III                                                | Leopoldo Baracco (DC)                                                 | Giuseppe Magliano (DC)                                                | Silvio Gava (DC)                                                      | Raffaele Cadorna (Misto)                                              | Giovanni Battista Bertone (DC)                                        | Carlo Grava (DC)                                                      | Domenico Romano (DC)                                                  | Vincenzo Menghi (DC)                                                  | Antonio Bussi (DC)                                                    | Angelo Lorenzi (DC)                                                   | Luigi Russo (DC)                                                      | N.D.                                                                  | N.D.                                                                  | N.D.                                                                  |
| L E G I S L A T U R A |                                                    | AdPdC&dI                                                              | G&AaP                                                                 | AE                                                                    | D                                                                     | F&T                                                                   | IP&BA                                                                 | LP,T,P&T,MM                                                           | A&F                                                                   | I,CI&E,T                                                              | L,E,PS                                                                | I&S                                                                   | N.D.                                                                  | N.D.                                                                  | N.D.                                                                  |
| L E G I S L A T U R A | IV                                                 |                                                                       |                                                                       |                                                                       |                                                                       |                                                                       |                                                                       |                                                                       |                                                                       |                                                                       |                                                                       |                                                                       | N.D.                                                                  | N.D.                                                                  | N.D.                                                                  |
| L E G I S L A T U R A | IV                                                 | Bonaventura Picardi (DC)                                              | Edgardo Lami Starnuti (PSDI)                                          | Stanislao Ceschi (DC)                                                 | Giovanni Maria Cornaggia Medici (DC)                                  | Giovanni Battista Bertone (DC)                                        | Luigi Russo (DC)                                                      | Giuseppe Garlato (DC)                                                 | Angelo Di Rocco (DC)                                                  | Antonio Bussi (DC)                                                    | Domenico Macaggi (PSI)                                                | Giuseppe Alberti (PSI-PSDI unificati)                                 | N.D.                                                                  | N.D.                                                                  | N.D.                                                                  |
| L E G I S L A T U R A | IV                                                 | Bonaventura Picardi (DC)                                              |                                                                       | Stanislao Ceschi (DC)                                                 | Giovanni Maria Cornaggia Medici (DC)                                  | Giovanni Battista Bertone (DC)                                        | Luigi Russo (DC)                                                      | Giuseppe Garlato (DC)                                                 | Angelo Di Rocco (DC)                                                  | Antonio Bussi (DC)                                                    | Domenico Macaggi (PSI)                                                | Giuseppe Alberti (PSI-PSDI unificati)                                 | N.D.                                                                  | N.D.                                                                  | N.D.                                                                  |
| L E G I S L A T U R A | IV                                                 | Bonaventura Picardi (DC)                                              | Dante Schietroma (PSDI)                                               | Stanislao Ceschi (DC)                                                 | Giovanni Maria Cornaggia Medici (DC)                                  | Giovanni Battista Bertone (DC)                                        | Luigi Russo (DC)                                                      | Giuseppe Garlato (DC)                                                 | Angelo Di Rocco (DC)                                                  | Antonio Bussi (DC)                                                    | Domenico Macaggi (PSI)                                                | Giuseppe Alberti (PSI-PSDI unificati)                                 | N.D.                                                                  | N.D.                                                                  | N.D.                                                                  |
| L E G I S L A T U R A | IV                                                 |                                                                       |                                                                       | Stanislao Ceschi (DC)                                                 | Giovanni Maria Cornaggia Medici (DC)                                  | Giovanni Battista Bertone (DC)                                        | Luigi Russo (DC)                                                      | Giuseppe Garlato (DC)                                                 | Angelo Di Rocco (DC)                                                  | Antonio Bussi (DC)                                                    |                                                                       | Giuseppe Alberti (PSI-PSDI unificati)                                 | N.D.                                                                  | N.D.                                                                  | N.D.                                                                  |
| L E G I S L A T U R A | IV                                                 | Domenico Schiavone (DC)                                               | Edgardo Lami Starnuti (PSI-PSDI unificati)                            | Stanislao Ceschi (DC)                                                 | Giovanni Maria Cornaggia Medici (DC)                                  | Giovanni Battista Bertone (DC)                                        | Luigi Russo (DC)                                                      | Giuseppe Garlato (DC)                                                 | Angelo Di Rocco (DC)                                                  | Antonio Bussi (DC)                                                    | Simone Gatto (Misto)                                                  | Giuseppe Alberti (PSI-PSDI unificati)                                 | N.D.                                                                  | N.D.                                                                  | N.D.                                                                  |
| L E G I S L A T U R A | IV                                                 | Domenico Schiavone (DC)                                               |                                                                       | Stanislao Ceschi (DC)                                                 | Giovanni Maria Cornaggia Medici (DC)                                  | Giovanni Battista Bertone (DC)                                        | Luigi Russo (DC)                                                      | Giuseppe Garlato (DC)                                                 | Angelo Di Rocco (DC)                                                  | Antonio Bussi (DC)                                                    | Simone Gatto (Misto)                                                  | Giuseppe Alberti (PSI-PSDI unificati)                                 | N.D.                                                                  | N.D.                                                                  | N.D.                                                                  |
| L E G I S L A T U R A | IV                                                 | Domenico Schiavone (DC)                                               | Giorgio Fenoaltea (PSI-PSDI unificati)                                | Stanislao Ceschi (DC)                                                 | Giovanni Maria Cornaggia Medici (DC)                                  | Giovanni Battista Bertone (DC)                                        | Luigi Russo (DC)                                                      | Giuseppe Garlato (DC)                                                 | Angelo Di Rocco (DC)                                                  | Antonio Bussi (DC)                                                    | Simone Gatto (Misto)                                                  | Giuseppe Alberti (PSI-PSDI unificati)                                 | N.D.                                                                  | N.D.                                                                  | N.D.                                                                  |
| L E G I S L A T U R A |                                                    | AC,AdPdC&dI, OGdS&dPA                                                 | G                                                                     | AE                                                                    | D                                                                     | PE,B,PS                                                               | F&T                                                                   | IP&BA, RS,S&S                                                         | LP,C                                                                  | A                                                                     | I,C,T                                                                 | L,E,PS                                                                | I&S                                                                   | N.D.                                                                  | N.D.                                                                  |
| L E G I S L A T U R A | V                                                  |                                                                       |                                                                       |                                                                       |                                                                       |                                                                       |                                                                       |                                                                       |                                                                       |                                                                       |                                                                       |                                                                       |                                                                       | N.D.                                                                  | N.D.                                                                  |
| L E G I S L A T U R A | V                                                  | Alfonso Tesauro (DC)                                                  | Giorgio Fenoaltea (PSI-PSDI unificati)                                | Giuseppe Pella (DC)                                                   | Gastone Darè (PSI-PSDI unificati)                                     | Giuseppe Caron (DC)                                                   | Mario Martinelli (DC)                                                 | Luigi Russo (DC)                                                      | Giuseppe Togni (DC)                                                   | Dante Schietroma (PSI)                                                | Giovanni Pieraccini (PSI)                                             | Franco Tedeschi (PSI)                                                 | Martino Caroli (DC)                                                   | N.D.                                                                  | N.D.                                                                  |
| L E G I S L A T U R A | V                                                  | Alfonso Tesauro (DC)                                                  |                                                                       | Giuseppe Pella (DC)                                                   |                                                                       | Giuseppe Caron (DC)                                                   | Mario Martinelli (DC)                                                 | Luigi Russo (DC)                                                      | Giuseppe Togni (DC)                                                   | Dante Schietroma (PSI)                                                |                                                                       | Franco Tedeschi (PSI)                                                 | Martino Caroli (DC)                                                   | N.D.                                                                  | N.D.                                                                  |
| L E G I S L A T U R A | V                                                  | Alfonso Tesauro (DC)                                                  | Gennaro Cassiani (DC)                                                 | Giuseppe Pella (DC)                                                   | Emilio Battista (DC)                                                  | Giuseppe Caron (DC)                                                   | Mario Martinelli (DC)                                                 | Luigi Russo (DC)                                                      | Giuseppe Togni (DC)                                                   | Dante Schietroma (PSI)                                                | Attilio Zannier (PSU)                                                 | Franco Tedeschi (PSI)                                                 | Martino Caroli (DC)                                                   | N.D.                                                                  | N.D.                                                                  |
| L E G I S L A T U R A | V                                                  | Alfonso Tesauro (DC)                                                  | Gennaro Cassiani (DC)                                                 |                                                                       | Emilio Battista (DC)                                                  | Giuseppe Caron (DC)                                                   | Mario Martinelli (DC)                                                 | Luigi Russo (DC)                                                      | Giuseppe Togni (DC)                                                   |                                                                       | Attilio Zannier (PSU)                                                 |                                                                       | Martino Caroli (DC)                                                   | N.D.                                                                  | N.D.                                                                  |
| L E G I S L A T U R A | V                                                  | Alfonso Tesauro (DC)                                                  | Gennaro Cassiani (DC)                                                 | Mario Scelba (DC)                                                     | Emilio Battista (DC)                                                  | Giuseppe Caron (DC)                                                   | Mario Martinelli (DC)                                                 | Luigi Russo (DC)                                                      | Giuseppe Togni (DC)                                                   | Manlio Rossi Doria (PSI)                                              | Attilio Zannier (PSU)                                                 | Gaetano Mancini (PSI)                                                 | Martino Caroli (DC)                                                   | N.D.                                                                  | N.D.                                                                  |
| L E G I S L A T U R A | V                                                  | Alfonso Tesauro (DC)                                                  |                                                                       | Mario Scelba (DC)                                                     |                                                                       | Giuseppe Caron (DC)                                                   | Mario Martinelli (DC)                                                 | Luigi Russo (DC)                                                      | Giuseppe Togni (DC)                                                   | Manlio Rossi Doria (PSI)                                              |                                                                       | Gaetano Mancini (PSI)                                                 | Martino Caroli (DC)                                                   | N.D.                                                                  | N.D.                                                                  |
| L E G I S L A T U R A | V                                                  | Alfonso Tesauro (DC)                                                  | Giuseppe Salari (DC)                                                  | Mario Scelba (DC)                                                     | Giovanni Di Benedetto (PSDI)                                          | Giuseppe Caron (DC)                                                   | Mario Martinelli (DC)                                                 | Luigi Russo (DC)                                                      | Giuseppe Togni (DC)                                                   | Manlio Rossi Doria (PSI)                                              | Arialdo Banfi (PSI)                                                   | Gaetano Mancini (PSI)                                                 | Martino Caroli (DC)                                                   | N.D.                                                                  | N.D.                                                                  |
| L E G I S L A T U R A | VI                                                 |                                                                       |                                                                       |                                                                       |                                                                       |                                                                       |                                                                       |                                                                       |                                                                       |                                                                       |                                                                       |                                                                       |                                                                       | N.D.                                                                  | N.D.                                                                  |
| L E G I S L A T U R A | Alfonso Tesauro (DC)                               | Virginio Bertinelli (PSDI)                                            | Mario Scelba (DC)                                                     | Walter Garavelli (PSDI)                                               | Giuseppe Caron (DC)                                                   | Mario Martinelli (DC)                                                 | Giovanni Spadolini (Misto-PRI)                                        | Giuseppe Togni (DC)                                                   | Arnaldo Colleselli (DC)                                               | Camillo Ripamonti (DC)                                                | Vittorio Pozzar (DC)                                                  | Augusto Premoli (PLI)                                                 |                                                                       | N.D.                                                                  | N.D.                                                                  |
| L E G I S L A T U R A | Alfonso Tesauro (DC)                               | Virginio Bertinelli (PSDI)                                            | Mario Scelba (DC)                                                     | Walter Garavelli (PSDI)                                               | Giuseppe Caron (DC)                                                   | Mario Martinelli (DC)                                                 | Giovanni Spadolini (Misto-PRI)                                        |                                                                       | Arnaldo Colleselli (DC)                                               |                                                                       | Vittorio Pozzar (DC)                                                  | Augusto Premoli (PLI)                                                 |                                                                       | N.D.                                                                  | N.D.                                                                  |
| L E G I S L A T U R A | Alfonso Tesauro (DC)                               | Virginio Bertinelli (PSDI)                                            | Mario Scelba (DC)                                                     | Walter Garavelli (PSDI)                                               | Giuseppe Caron (DC)                                                   | Mario Martinelli (DC)                                                 | Giovanni Spadolini (Misto-PRI)                                        | Mario Martinelli (DC)                                                 | Arnaldo Colleselli (DC)                                               | Giuseppe Tortora (PSI)                                                | Vittorio Pozzar (DC)                                                  | Augusto Premoli (PLI)                                                 |                                                                       | N.D.                                                                  | N.D.                                                                  |
| L E G I S L A T U R A | Alfonso Tesauro (DC)                               |                                                                       | Mario Scelba (DC)                                                     | Walter Garavelli (PSDI)                                               | Giuseppe Caron (DC)                                                   |                                                                       |                                                                       | Mario Martinelli (DC)                                                 | Arnaldo Colleselli (DC)                                               | Giuseppe Tortora (PSI)                                                | Vittorio Pozzar (DC)                                                  |                                                                       |                                                                       | N.D.                                                                  | N.D.                                                                  |
| L E G I S L A T U R A | Alfonso Tesauro (DC)                               | Agostino Viviani (PSI)                                                | Mario Scelba (DC)                                                     | Walter Garavelli (PSDI)                                               | Giuseppe Caron (DC)                                                   | Italo Viglianesi (PSI)                                                | Michele Cifarelli (Misto-PRI)                                         | Mario Martinelli (DC)                                                 | Arnaldo Colleselli (DC)                                               | Giuseppe Tortora (PSI)                                                | Vittorio Pozzar (DC)                                                  | Giacinto Minnocci (PSI)                                               |                                                                       | N.D.                                                                  | N.D.                                                                  |
| L E G I S L A T U R A | Alfonso Tesauro (DC)                               | Agostino Viviani (PSI)                                                | Mario Scelba (DC)                                                     | Walter Garavelli (PSDI)                                               | Giuseppe Caron (DC)                                                   | Italo Viglianesi (PSI)                                                | Michele Cifarelli (Misto-PRI)                                         |                                                                       | Arnaldo Colleselli (DC)                                               |                                                                       | Vittorio Pozzar (DC)                                                  | Giacinto Minnocci (PSI)                                               |                                                                       | N.D.                                                                  | N.D.                                                                  |
| L E G I S L A T U R A | Alfonso Tesauro (DC)                               | Agostino Viviani (PSI)                                                | Mario Scelba (DC)                                                     | Walter Garavelli (PSDI)                                               | Giuseppe Caron (DC)                                                   | Italo Viglianesi (PSI)                                                | Michele Cifarelli (Misto-PRI)                                         | Remo Sammartino (DC)                                                  | Arnaldo Colleselli (DC)                                               | Edoardo Catellani (PSI)                                               | Vittorio Pozzar (DC)                                                  | Giacinto Minnocci (PSI)                                               |                                                                       | N.D.                                                                  | N.D.                                                                  |
| L E G I S L A T U R A | VII                                                |                                                                       |                                                                       |                                                                       |                                                                       |                                                                       |                                                                       |                                                                       |                                                                       |                                                                       |                                                                       |                                                                       |                                                                       | N.D.                                                                  | N.D.                                                                  |
| L E G I S L A T U R A | Luigi Gui (DC)                                     | Agostino Viviani (PSI)                                                | Italo Viglianesi (PSI)                                                | Dante Schietroma (PSDI)                                               | Napoleone Colajanni (PCI)                                             | Remo Segnana (DC)                                                     | Giovanni Spadolini (Repubblicano)                                     | Alfonso Tanga (DC)                                                    | Emanuele Macaluso (PCI)                                               | Danilo De' Cocci (DC)                                                 | Dionigi Coppo (DC)                                                    | Adriano Ossicini (Sin. Ind.)                                          |                                                                       | N.D.                                                                  | N.D.                                                                  |
| L E G I S L A T U R A |                                                    | Agostino Viviani (PSI)                                                | Italo Viglianesi (PSI)                                                | Dante Schietroma (PSDI)                                               | Napoleone Colajanni (PCI)                                             | Remo Segnana (DC)                                                     | Giovanni Spadolini (Repubblicano)                                     | Alfonso Tanga (DC)                                                    | Emanuele Macaluso (PCI)                                               | Danilo De' Cocci (DC)                                                 |                                                                       | Adriano Ossicini (Sin. Ind.)                                          |                                                                       | N.D.                                                                  | N.D.                                                                  |
| L E G I S L A T U R A | Antonino Murmura (DC)                              | Agostino Viviani (PSI)                                                | Italo Viglianesi (PSI)                                                | Dante Schietroma (PSDI)                                               | Napoleone Colajanni (PCI)                                             | Remo Segnana (DC)                                                     | Giovanni Spadolini (Repubblicano)                                     | Alfonso Tanga (DC)                                                    | Emanuele Macaluso (PCI)                                               | Danilo De' Cocci (DC)                                                 | Onorio Cengarle (DC)                                                  | Adriano Ossicini (Sin. Ind.)                                          |                                                                       | N.D.                                                                  | N.D.                                                                  |
| L E G I S L A T U R A | VIII                                               |                                                                       |                                                                       |                                                                       |                                                                       |                                                                       |                                                                       |                                                                       |                                                                       |                                                                       |                                                                       |                                                                       |                                                                       | N.D.                                                                  | N.D.                                                                  |
| L E G I S L A T U R A | Antonino Murmura (DC)                              | Giancarlo De Carolis (DC)                                             | Emilio Paolo Taviani (DC)                                             | Dante Schietroma (PSDI)                                               | Salverino De Vito (DC)                                                | Remo Segnana (DC)                                                     | Alessandro Carlo Faedo (DC)                                           | Alfonso Tanga (DC)                                                    | Anselmo Martoni (PSDI)                                                | Libero Gualtieri (Repubblicano)                                       | Onorio Cengarle (DC)                                                  | Biagio Pinto (Repubblicano)                                           |                                                                       | N.D.                                                                  | N.D.                                                                  |
| L E G I S L A T U R A | Antonino Murmura (DC)                              |                                                                       | Emilio Paolo Taviani (DC)                                             |                                                                       | Salverino De Vito (DC)                                                | Remo Segnana (DC)                                                     |                                                                       |                                                                       |                                                                       | Libero Gualtieri (Repubblicano)                                       |                                                                       |                                                                       |                                                                       | N.D.                                                                  | N.D.                                                                  |
| L E G I S L A T U R A | Antonino Murmura (DC)                              | Cesarino Dante Cioce (PSDI)                                           | Emilio Paolo Taviani (DC)                                             | Bruno Lepre (PSI)                                                     | Salverino De Vito (DC)                                                | Remo Segnana (DC)                                                     | Carlo Buzzi (DC)                                                      | Sebastiano Vincelli (DC)                                              | Riode Finessi (PSI)                                                   | Libero Gualtieri (Repubblicano)                                       | Mario Toros (DC)                                                      | Domenico Pittella (PSI)                                               |                                                                       | N.D.                                                                  | N.D.                                                                  |
| L E G I S L A T U R A | IX                                                 |                                                                       |                                                                       |                                                                       |                                                                       |                                                                       |                                                                       |                                                                       |                                                                       |                                                                       |                                                                       |                                                                       |                                                                       | N.D.                                                                  | N.D.                                                                  |
| L E G I S L A T U R A | Francesco Paolo Bonifacio (DC)                     | Giuliano Vassalli (PSI)                                               | Emilio Paolo Taviani (DC)                                             | Francesco Parrino (PSDI)                                              | Mario Ferrari-Aggradi (DC)                                            | Claudio Venanzetti (Repubblicano)                                     | Salvatore Valitutti (PLI)                                             | Roberto Spano (PSI)                                                   | Carlo Baldi (DC)                                                      | Francesco Rebecchini (DC)                                             | Gino Giugni (PSI)                                                     | Adriano Bompiani (DC)                                                 |                                                                       | N.D.                                                                  | N.D.                                                                  |
| L E G I S L A T U R A | Francesco Paolo Bonifacio (DC)                     |                                                                       | Emilio Paolo Taviani (DC)                                             |                                                                       | Mario Ferrari-Aggradi (DC)                                            | Claudio Venanzetti (Repubblicano)                                     | Salvatore Valitutti (PLI)                                             | Roberto Spano (PSI)                                                   | Carlo Baldi (DC)                                                      | Francesco Rebecchini (DC)                                             | Gino Giugni (PSI)                                                     | Adriano Bompiani (DC)                                                 |                                                                       | N.D.                                                                  | N.D.                                                                  |
| L E G I S L A T U R A | Francesco Paolo Bonifacio (DC)                     | Franco Castiglione (PSI)                                              | Emilio Paolo Taviani (DC)                                             | Luigi Franza (PSDI)                                                   | Mario Ferrari-Aggradi (DC)                                            | Claudio Venanzetti (Repubblicano)                                     | Salvatore Valitutti (PLI)                                             | Roberto Spano (PSI)                                                   | Carlo Baldi (DC)                                                      | Francesco Rebecchini (DC)                                             | Gino Giugni (PSI)                                                     | Adriano Bompiani (DC)                                                 |                                                                       | N.D.                                                                  | N.D.                                                                  |
| L E G I S L A T U R A |                                                    | AC,AdPdC&dI, OGdS&dPA                                                 | G                                                                     | AE,E                                                                  | D                                                                     | PE,B                                                                  | F&T                                                                   | IP,BC, RS,S&S                                                         | LP,C                                                                  | A&PA                                                                  | I,C,T                                                                 | L,PS                                                                  | I&S                                                                   | T,A,BA                                                                | N.D.                                                                  |
| L E G I S L A T U R A | X                                                  |                                                                       |                                                                       |                                                                       |                                                                       |                                                                       |                                                                       |                                                                       |                                                                       |                                                                       |                                                                       |                                                                       |                                                                       |                                                                       | N.D.                                                                  |
| L E G I S L A T U R A | X                                                  | Leopoldo Elia (DC)                                                    | Giorgio Covi (Repubblicano)                                           | Michele Achilli (PSI)                                                 | Delio Giacometti (DC)                                                 | Beniamino Andreatta (DC)                                              | Enzo Berlanda (DC)                                                    | Adriano Bompiani (DC)                                                 | Guido Bernardi (DC)                                                   | Gianuario Carta (DC)                                                  | Roberto Cassola (PSI)                                                 | Gino Giugni (PSI)                                                     | Sisinio Zito (PSI)                                                    | Maurizio Pagani (PSDI)                                                | N.D.                                                                  |
| L E G I S L A T U R A | X                                                  | Leopoldo Elia (DC)                                                    | Giorgio Covi (Repubblicano)                                           | Michele Achilli (PSI)                                                 |                                                                       | Beniamino Andreatta (DC)                                              | Enzo Berlanda (DC)                                                    |                                                                       | Guido Bernardi (DC)                                                   |                                                                       |                                                                       | Gino Giugni (PSI)                                                     | Sisinio Zito (PSI)                                                    | Maurizio Pagani (PSDI)                                                | N.D.                                                                  |
| L E G I S L A T U R A | X                                                  | Leopoldo Elia (DC)                                                    | Giorgio Covi (Repubblicano)                                           | Michele Achilli (PSI)                                                 | Manlio Ianni (DC)                                                     | Beniamino Andreatta (DC)                                              | Enzo Berlanda (DC)                                                    | Giorgio Spitella (DC)                                                 | Guido Bernardi (DC)                                                   | Giampaolo Mora (DC)                                                   | Luigi Franza (PSI)                                                    | Gino Giugni (PSI)                                                     | Sisinio Zito (PSI)                                                    | Maurizio Pagani (PSDI)                                                | N.D.                                                                  |
| L E G I S L A T U R A | XI                                                 |                                                                       |                                                                       |                                                                       |                                                                       |                                                                       |                                                                       |                                                                       |                                                                       |                                                                       |                                                                       |                                                                       |                                                                       |                                                                       | N.D.                                                                  |
| L E G I S L A T U R A | Antonio Gava (DC)                                  | Roland Riz (Misto-SVP)                                                | Amintore Fanfani (DC-PPI)                                             | Vincenza Bono (Misto-PSDI)                                            | Lucio Abis (DC-PPI)                                                   | Franco Reviglio (PSI)                                                 | Orlando Zacchino (DC-PPI)                                             | Luigi Franza (PSI)                                                    | Paolo Micolini (DC)                                                   | Vincenzo De Cosmo (DC-PPI)                                            | Gino Giugni (PSI)                                                     | Elena Marinucci (PSI)                                                 | Cesare Golfari (DC-PPI)                                               |                                                                       | N.D.                                                                  |
| L E G I S L A T U R A |                                                    | Roland Riz (Misto-SVP)                                                | Amintore Fanfani (DC-PPI)                                             | Vincenza Bono (Misto-PSDI)                                            | Lucio Abis (DC-PPI)                                                   | Franco Reviglio (PSI)                                                 | Orlando Zacchino (DC-PPI)                                             | Luigi Franza (PSI)                                                    | Paolo Micolini (DC)                                                   | Vincenzo De Cosmo (DC-PPI)                                            | Gino Giugni (PSI)                                                     | Elena Marinucci (PSI)                                                 | Cesare Golfari (DC-PPI)                                               |                                                                       | N.D.                                                                  |
| L E G I S L A T U R A | Antonio Maccanico (Repubblicano)                   | Roland Riz (Misto-SVP)                                                | Amintore Fanfani (DC-PPI)                                             | Vincenza Bono (Misto-PSDI)                                            | Lucio Abis (DC-PPI)                                                   | Franco Reviglio (PSI)                                                 | Orlando Zacchino (DC-PPI)                                             | Luigi Franza (PSI)                                                    | Paolo Micolini (DC)                                                   | Vincenzo De Cosmo (DC-PPI)                                            | Gino Giugni (PSI)                                                     | Elena Marinucci (PSI)                                                 | Cesare Golfari (DC-PPI)                                               |                                                                       | N.D.                                                                  |
| L E G I S L A T U R A |                                                    | Roland Riz (Misto-SVP)                                                | Amintore Fanfani (DC-PPI)                                             | Vincenza Bono (Misto-PSDI)                                            | Lucio Abis (DC-PPI)                                                   |                                                                       | Orlando Zacchino (DC-PPI)                                             | Luigi Franza (PSI)                                                    |                                                                       | Vincenzo De Cosmo (DC-PPI)                                            |                                                                       | Elena Marinucci (PSI)                                                 | Cesare Golfari (DC-PPI)                                               |                                                                       | N.D.                                                                  |
| L E G I S L A T U R A | Francesco Forte (PSI)                              | Roland Riz (Misto-SVP)                                                | Amintore Fanfani (DC-PPI)                                             | Vincenza Bono (Misto-PSDI)                                            | Lucio Abis (DC-PPI)                                                   | Giovanni Battista Rabino (DC-PPI)                                     | Orlando Zacchino (DC-PPI)                                             | Luigi Franza (PSI)                                                    | Luigi Covatta (PSI)                                                   | Vincenzo De Cosmo (DC-PPI)                                            |                                                                       | Elena Marinucci (PSI)                                                 | Cesare Golfari (DC-PPI)                                               |                                                                       | N.D.                                                                  |
| L E G I S L A T U R A | Francesco Forte (PSI)                              | Roland Riz (Misto-SVP)                                                | Amintore Fanfani (DC-PPI)                                             | Vincenza Bono (Misto-PSDI)                                            | Lucio Abis (DC-PPI)                                                   | Giovanni Battista Rabino (DC-PPI)                                     | Orlando Zacchino (DC-PPI)                                             | Luigi Franza (PSI)                                                    | Luigi Covatta (PSI)                                                   | Vincenzo De Cosmo (DC-PPI)                                            |                                                                       | Elena Marinucci (PSI)                                                 | Cesare Golfari (DC-PPI)                                               |                                                                       | N.D.                                                                  |
| L E G I S L A T U R A | Francesco Forte (PSI)                              | Roland Riz (Misto-SVP)                                                | Amintore Fanfani (DC-PPI)                                             | Vincenza Bono (Misto-PSDI)                                            | Lucio Abis (DC-PPI)                                                   | Giovanni Battista Rabino (DC-PPI)                                     | Orlando Zacchino (DC-PPI)                                             | Luigi Franza (PSI)                                                    | Luigi Covatta (PSI)                                                   | Vincenzo De Cosmo (DC-PPI)                                            | Lorenzo Acquarone (DC-PPI)                                            | Elena Marinucci (PSI)                                                 | Cesare Golfari (DC-PPI)                                               |                                                                       | N.D.                                                                  |
| L E G I S L A T U R A | XII                                                |                                                                       |                                                                       |                                                                       |                                                                       |                                                                       |                                                                       |                                                                       |                                                                       |                                                                       |                                                                       |                                                                       |                                                                       |                                                                       | N.D.                                                                  |
| L E G I S L A T U R A | Aldo Corasaniti (Sinistra Dem.)                    | Antonio Guarra (AN)                                                   | Gian Giacomo Migone (Progr. Feder.)                                   | Raffaele Bertoni (Progr. Feder.)                                      | Silvano Boroli (FI)                                                   | Mauro Favilla (PPI)                                                   | Ortensio Zecchino (PPI)                                               | Rinaldo Bosco (Lega Nord)                                             | Francesco Ferrari (PPI)                                               | Umberto Carpi (Progr. Feder.)                                         | Carlo Smuraglia (Progr. Feder.)                                       | Maria Elisabetta Alberti Casellati (FI)                               | Giorgio Brambilla (Lega Nord)                                         |                                                                       | N.D.                                                                  |
| L E G I S L A T U R A | XIII                                               |                                                                       |                                                                       |                                                                       |                                                                       |                                                                       |                                                                       |                                                                       |                                                                       |                                                                       |                                                                       |                                                                       |                                                                       |                                                                       | N.D.                                                                  |
| L E G I S L A T U R A | Massimo Villone (DS-U)                             | Ortensio Zecchino (PPI)                                               | Gian Giacomo Migone (DS-U)                                            | Libero Gualtieri (DS-U)                                               | Romualdo Vittorio Coviello (PPI)                                      | Gavino Angius (DS-U)                                                  | Adriano Ossicini (Misto-Rinnovamento Italiano)                        | Claudio Petruccioli (DS-U)                                            | Concetto Scivoletto (DS-U)                                            | Leonardo Caponi (Misto-Comunista)                                     | Carlo Smuraglia (DS-U)                                                | Francesco Carella (Verdi-U)                                           | Fausto Giovanelli (DS-U)                                              |                                                                       | N.D.                                                                  |
| L E G I S L A T U R A | Massimo Villone (DS-U)                             |                                                                       | Gian Giacomo Migone (DS-U)                                            |                                                                       | Romualdo Vittorio Coviello (PPI)                                      |                                                                       | Adriano Ossicini (Misto-Rinnovamento Italiano)                        | Claudio Petruccioli (DS-U)                                            | Concetto Scivoletto (DS-U)                                            | Leonardo Caponi (Misto-Comunista)                                     | Carlo Smuraglia (DS-U)                                                | Francesco Carella (Verdi-U)                                           | Fausto Giovanelli (DS-U)                                              |                                                                       | N.D.                                                                  |
| L E G I S L A T U R A | Massimo Villone (DS-U)                             | Michele Pinto (PPI)                                                   | Gian Giacomo Migone (DS-U)                                            | Doriano Di Benedetto (UDEUR)                                          | Romualdo Vittorio Coviello (PPI)                                      | Luciano Guerzoni (DS-U)                                               | Adriano Ossicini (Misto-Rinnovamento Italiano)                        | Claudio Petruccioli (DS-U)                                            | Concetto Scivoletto (DS-U)                                            | Leonardo Caponi (Misto-Comunista)                                     | Carlo Smuraglia (DS-U)                                                | Francesco Carella (Verdi-U)                                           | Fausto Giovanelli (DS-U)                                              |                                                                       | N.D.                                                                  |
| L E G I S L A T U R A |                                                    | AC,AdPdC&dI, OGdS&dPA                                                 | G                                                                     | AE,E                                                                  | D                                                                     | PE,B                                                                  | F&T                                                                   | IP,BC, RS,S&S                                                         | LP,C                                                                  | A&PA                                                                  | I,C,T                                                                 | L,PS                                                                  | I&S                                                                   | T,A,BA                                                                | PdUE                                                                  |
| L E G I S L A T U R A | XIV                                                |                                                                       |                                                                       |                                                                       |                                                                       |                                                                       |                                                                       |                                                                       |                                                                       |                                                                       |                                                                       |                                                                       |                                                                       |                                                                       |                                                                       |
| L E G I S L A T U R A | Andrea Pastore (FI)                                | Antonino Caruso (AN)                                                  | Fiorello Provera (LP)                                                 | Domenico Contestabile (FI)                                            | Antonio Azzollini (FI)                                                | Riccardo Pedrizzi (AN)                                                | Franco Asciutti (FI)                                                  | Luigi Grillo (FI)                                                     | Maurizio Ronconi (UDC)                                                | Francesco Pontone (AN)                                                | Tomaso Zanoletti (UDC)                                                | Antonio Tomassini (FI)                                                | Emiddio Novi (FI)                                                     | Mario Greco (FI)                                                      |                                                                       |
| L E G I S L A T U R A | XV                                                 |                                                                       |                                                                       |                                                                       |                                                                       |                                                                       |                                                                       |                                                                       |                                                                       |                                                                       |                                                                       |                                                                       |                                                                       |                                                                       |                                                                       |
| L E G I S L A T U R A | Nicola Mancino (Ulivo)                             | Cesare Salvi (SDSE)                                                   | Lamberto Dini (Misto-UL)                                              | Sergio De Gregorio (Misto-Inm)                                        | Enrico Morando (PD-Ulivo)                                             | Giorgio Benvenuto (PD-Ulivo)                                          | Vittoria Franco (PD-Ulivo)                                            | Anna Donati (IU-Verdi-Com)                                            | Stefano Cusumano (PD-Ulivo)                                           | Aldo Scarabosio (FI)                                                  | Tiziano Treu (PD-Ulivo)                                               | Ignazio Marino (PD-Ulivo)                                             | Tommaso Sodano (RC-SE)                                                | Andrea Manzella (PD-Ulivo)                                            |                                                                       |
| L E G I S L A T U R A |                                                    | Cesare Salvi (SDSE)                                                   | Lamberto Dini (Misto-UL)                                              | Sergio De Gregorio (Misto-Inm)                                        | Enrico Morando (PD-Ulivo)                                             | Giorgio Benvenuto (PD-Ulivo)                                          | Vittoria Franco (PD-Ulivo)                                            | Anna Donati (IU-Verdi-Com)                                            | Stefano Cusumano (PD-Ulivo)                                           | Aldo Scarabosio (FI)                                                  | Tiziano Treu (PD-Ulivo)                                               | Ignazio Marino (PD-Ulivo)                                             | Tommaso Sodano (RC-SE)                                                | Andrea Manzella (PD-Ulivo)                                            |                                                                       |
| L E G I S L A T U R A | Enzo Bianco (PD-Ulivo)                             | Cesare Salvi (SDSE)                                                   | Lamberto Dini (Misto-UL)                                              | Sergio De Gregorio (Misto-Inm)                                        | Enrico Morando (PD-Ulivo)                                             | Giorgio Benvenuto (PD-Ulivo)                                          | Vittoria Franco (PD-Ulivo)                                            | Anna Donati (IU-Verdi-Com)                                            | Stefano Cusumano (PD-Ulivo)                                           | Aldo Scarabosio (FI)                                                  | Tiziano Treu (PD-Ulivo)                                               | Ignazio Marino (PD-Ulivo)                                             | Tommaso Sodano (RC-SE)                                                | Andrea Manzella (PD-Ulivo)                                            |                                                                       |
| L E G I S L A T U R A | XVI                                                |                                                                       |                                                                       |                                                                       |                                                                       |                                                                       |                                                                       |                                                                       |                                                                       |                                                                       |                                                                       |                                                                       |                                                                       |                                                                       |                                                                       |
| L E G I S L A T U R A | Carlo Vizzini (UDC-SVP-AUT:UV-MAIE-VN-MRE-PLI-PSI) | Filippo Berselli (PdL)                                                | Lamberto Dini (PdL)                                                   | Gianpiero Carlo Cantoni (PdL)                                         | Antonio Azzollini (PdL)                                               | Mario Baldassarri (Per il Terzo Polo:ApI-FLI-CD)                      | Guido Possa (PdL)                                                     | Luigi Grillo (PdL)                                                    | Paolo Scarpa Bonazza Buora (PdL)                                      | Cesare Cursi (PdL)                                                    | Pasquale Giuliano (PdL)                                               | Antonio Tomassini (PdL)                                               | Antonio D'Alì (PdL)                                                   | Rossana Boldi (LNP)                                                   |                                                                       |
| L E G I S L A T U R A | Carlo Vizzini (UDC-SVP-AUT:UV-MAIE-VN-MRE-PLI-PSI) | Filippo Berselli (PdL)                                                | Lamberto Dini (PdL)                                                   |                                                                       | Antonio Azzollini (PdL)                                               | Mario Baldassarri (Per il Terzo Polo:ApI-FLI-CD)                      | Guido Possa (PdL)                                                     | Luigi Grillo (PdL)                                                    | Paolo Scarpa Bonazza Buora (PdL)                                      | Cesare Cursi (PdL)                                                    | Pasquale Giuliano (PdL)                                               | Antonio Tomassini (PdL)                                               | Antonio D'Alì (PdL)                                                   | Rossana Boldi (LNP)                                                   |                                                                       |
| L E G I S L A T U R A | Carlo Vizzini (UDC-SVP-AUT:UV-MAIE-VN-MRE-PLI-PSI) | Filippo Berselli (PdL)                                                | Lamberto Dini (PdL)                                                   | Valerio Carrara (CN:GS-SI-PID-IB-FI)                                  | Antonio Azzollini (PdL)                                               | Mario Baldassarri (Per il Terzo Polo:ApI-FLI-CD)                      | Guido Possa (PdL)                                                     | Luigi Grillo (PdL)                                                    | Paolo Scarpa Bonazza Buora (PdL)                                      | Cesare Cursi (PdL)                                                    | Pasquale Giuliano (PdL)                                               | Antonio Tomassini (PdL)                                               | Antonio D'Alì (PdL)                                                   | Rossana Boldi (LNP)                                                   |                                                                       |
| L E G I S L A T U R A | XVII                                               |                                                                       |                                                                       |                                                                       |                                                                       |                                                                       |                                                                       |                                                                       |                                                                       |                                                                       |                                                                       |                                                                       |                                                                       |                                                                       |                                                                       |
| L E G I S L A T U R A | Anna Finocchiaro (PD)                              | Nitto Francesco Palma (FI-PdL XVII)                                   | Pier Ferdinando Casini (AP-CpE-NCD)                                   | Nicola Latorre (PD)                                                   | Antonio Azzollini (AP (NCD-UDC))                                      | Mauro Maria Marino (PD)                                               | Andrea Marcucci (PD)                                                  | Altero Matteoli (FI-PdL XVII)                                         | Roberto Formigoni (AP-CpE-NCD)                                        | Massimo Mucchetti (PD)                                                | Maurizio Sacconi (AP-CpE-NCD)                                         | Emilia De Biasi (PD)                                                  | Giuseppe Francesco Maria Marinello (AP-CpE-NCD)                       | Vannino Chiti (PD)                                                    |                                                                       |
| L E G I S L A T U R A |                                                    |                                                                       | Pier Ferdinando Casini (AP-CpE-NCD)                                   | Nicola Latorre (PD)                                                   |                                                                       | Mauro Maria Marino (PD)                                               | Andrea Marcucci (PD)                                                  | Altero Matteoli (FI-PdL XVII)                                         | Roberto Formigoni (AP-CpE-NCD)                                        | Massimo Mucchetti (PD)                                                | Maurizio Sacconi (AP-CpE-NCD)                                         | Emilia De Biasi (PD)                                                  | Giuseppe Francesco Maria Marinello (AP-CpE-NCD)                       | Vannino Chiti (PD)                                                    |                                                                       |
| L E G I S L A T U R A | Salvatore Torrisi (AP-CpE-NCD)                     | Nico D'Ascola (AP-CpE-NCD)                                            | Pier Ferdinando Casini (AP-CpE-NCD)                                   | Nicola Latorre (PD)                                                   | Giorgio Tonini (PD)                                                   | Mauro Maria Marino (PD)                                               | Andrea Marcucci (PD)                                                  | Altero Matteoli (FI-PdL XVII)                                         | Roberto Formigoni (AP-CpE-NCD)                                        | Massimo Mucchetti (PD)                                                | Maurizio Sacconi (AP-CpE-NCD)                                         | Emilia De Biasi (PD)                                                  | Giuseppe Francesco Maria Marinello (AP-CpE-NCD)                       | Vannino Chiti (PD)                                                    |                                                                       |
| L E G I S L A T U R A |                                                    | AC,AdPdC&dI, OGdS&dPA                                                 | G                                                                     | AE,E                                                                  | D                                                                     | PE,B                                                                  | F&T                                                                   | IP,BC, RS,S&S                                                         | LP,C                                                                  | A&PA                                                                  | I,C,T                                                                 | LP&P,PS                                                               | I&S                                                                   | T,A,BA                                                                | PdUE                                                                  |
| L E G I S L A T U R A | XVIII                                              |                                                                       |                                                                       |                                                                       |                                                                       |                                                                       |                                                                       |                                                                       |                                                                       |                                                                       |                                                                       |                                                                       |                                                                       |                                                                       |                                                                       |
| L E G I S L A T U R A | Stefano Borghesi (L-SP-PSd'Az)                     | Andrea Ostellari (L-SP-PSd'Az)                                        | Vito Rosario Petrocelli (M5S)                                         | Donatella Tesei (L-SP-PSd'Az)                                         | Daniele Pesco (M5S)                                                   | Alberto Bagnai (L-SP-PSd'Az)                                          | Mario Pittoni (L-SP-PSd'Az)                                           | Mauro Coltorti (M5S)                                                  | Gianpaolo Vallardi (L-SP-PSd'Az)                                      | Gianni Pietro Girotto (M5S)                                           | Nunzia Catalfo (M5S)                                                  | Pierpaolo Sileri (M5S)                                                | Vilma Moronese (Misto)                                                | Ettore Antonio Licheri (M5S)                                          |                                                                       |
| L E G I S L A T U R A | Stefano Borghesi (L-SP-PSd'Az)                     | Andrea Ostellari (L-SP-PSd'Az)                                        | Vito Rosario Petrocelli (M5S)                                         |                                                                       | Daniele Pesco (M5S)                                                   | Alberto Bagnai (L-SP-PSd'Az)                                          | Mario Pittoni (L-SP-PSd'Az)                                           | Mauro Coltorti (M5S)                                                  | Gianpaolo Vallardi (L-SP-PSd'Az)                                      | Gianni Pietro Girotto (M5S)                                           | Nunzia Catalfo (M5S)                                                  |                                                                       | Vilma Moronese (Misto)                                                | Ettore Antonio Licheri (M5S)                                          |                                                                       |
| L E G I S L A T U R A | Stefano Borghesi (L-SP-PSd'Az)                     | Andrea Ostellari (L-SP-PSd'Az)                                        | Vito Rosario Petrocelli (M5S)                                         | Laura Garavini (IV-PSI)                                               | Daniele Pesco (M5S)                                                   | Alberto Bagnai (L-SP-PSd'Az)                                          | Mario Pittoni (L-SP-PSd'Az)                                           | Mauro Coltorti (M5S)                                                  | Gianpaolo Vallardi (L-SP-PSd'Az)                                      | Gianni Pietro Girotto (M5S)                                           | Nunzia Catalfo (M5S)                                                  | Stefano Collina (PD)                                                  | Vilma Moronese (Misto)                                                | Ettore Antonio Licheri (M5S)                                          |                                                                       |
| L E G I S L A T U R A |                                                    | Andrea Ostellari (L-SP-PSd'Az)                                        |                                                                       | Laura Garavini (IV-PSI)                                               | Daniele Pesco (M5S)                                                   |                                                                       |                                                                       | Mauro Coltorti (M5S)                                                  | Gianpaolo Vallardi (L-SP-PSd'Az)                                      | Gianni Pietro Girotto (M5S)                                           |                                                                       | Stefano Collina (PD)                                                  | Vilma Moronese (Misto)                                                |                                                                       |                                                                       |
| L E G I S L A T U R A | Dario Parrini (PD)                                 | Andrea Ostellari (L-SP-PSd'Az)                                        | Stefania Craxi (FIBP-UDC)                                             | Laura Garavini (IV-PSI)                                               | Daniele Pesco (M5S)                                                   | Luciano D'Alfonso (PD)                                                | Riccardo Nencini (IV-PSI)                                             | Mauro Coltorti (M5S)                                                  | Gianpaolo Vallardi (L-SP-PSd'Az)                                      | Gianni Pietro Girotto (M5S)                                           | Susy Matrisciano (M5S)                                                | Stefano Collina (PD)                                                  | Vilma Moronese (Misto)                                                | Dario Stefano (PD)                                                    |                                                                       |
| L E G I S L A T U R A | Dario Parrini (PD)                                 | Andrea Ostellari (L-SP-PSd'Az)                                        | Stefania Craxi (FIBP-UDC)                                             |                                                                       | Daniele Pesco (M5S)                                                   | Luciano D'Alfonso (PD)                                                | Riccardo Nencini (IV-PSI)                                             | Mauro Coltorti (M5S)                                                  | Gianpaolo Vallardi (L-SP-PSd'Az)                                      | Gianni Pietro Girotto (M5S)                                           | Susy Matrisciano (M5S)                                                |                                                                       | Vilma Moronese (Misto)                                                | Dario Stefano (PD)                                                    |                                                                       |
| L E G I S L A T U R A | Dario Parrini (PD)                                 | Andrea Ostellari (L-SP-PSd'Az)                                        | Stefania Craxi (FIBP-UDC)                                             | Roberta Pinotti (PD)                                                  | Daniele Pesco (M5S)                                                   | Luciano D'Alfonso (PD)                                                | Riccardo Nencini (IV-PSI)                                             | Mauro Coltorti (M5S)                                                  | Gianpaolo Vallardi (L-SP-PSd'Az)                                      | Gianni Pietro Girotto (M5S)                                           | Susy Matrisciano (M5S)                                                | Annamaria Parente (IV-PSI)                                            | Vilma Moronese (Misto)                                                | Dario Stefano (PD)                                                    |                                                                       |
| L E G I S L A T U R A |                                                    | AC,AdPdC&dI, OGdS&dPA,E,D                                             | G                                                                     | AE&D                                                                  | PdUE                                                                  | PE,B                                                                  | F&T                                                                   | C&PC,IP, RS,S&S                                                       | A,TE,E LP,C,IT                                                        | I,C,T,A&PA                                                            | AS,S, LP&P,PS                                                         | N.D.                                                                  | N.D.                                                                  | N.D.                                                                  | N.D.                                                                  |
| L E G I S L A T U R A | XIX                                                |                                                                       |                                                                       |                                                                       |                                                                       |                                                                       |                                                                       |                                                                       |                                                                       |                                                                       |                                                                       | N.D.                                                                  | N.D.                                                                  | N.D.                                                                  | N.D.                                                                  |
| L E G I S L A T U R A | XIX                                                | Alberto Balboni (FdI)                                                 | Giulia Bongiorno (LSP-PSd'Az)                                         | Stefania Craxi (FI-BP-PPE)                                            | Giulio Terzi di Sant'Agata (FdI)                                      | Nicola Calandrini (FdI)                                               | Massimo Garavaglia (LSP-PSd'Az)                                       | Roberto Marti (LSP-PSd'Az)                                            | Claudio Fazzone (FI-BP-PPE)                                           | Luca De Carlo (FdI)                                                   | Francesco Zaffini (FdI)                                               | N.D.                                                                  | N.D.                                                                  | N.D.                                                                  | N.D.                                                                  |

## Commissioni bicamerali
Sono Commissioni parlamentari previste dalla legge e composte da Senatori e da Deputati, nel rispetto del principio di proporzionalità; se previsto dalla legge, vi deve essere assicurata anche la rappresentanza di tutti i gruppi.
Nella storia della Repubblica Italiana sono state anche costituite Commissioni parlamentari per le riforme costituzionali nel 1983, 1993 e 1997. Il Senato della Repubblica, l'11 luglio 2013, ha approvato, in sede di prima deliberazione, un disegno di legge costituzionale, d'iniziativa del Governo sul tema Istituzione del Comitato parlamentare per le riforme costituzionali ed elettorali. Il disegno di legge era giunto all'esame della Camera per la quarta e definitiva lettura, 
quando è stato annunciato che non si sarebbe continuato con l'esame del disegno di legge.

### Commissioni e comitati previsti dalla Costituzione e leggi costituzionali

#### Commissioni attive
| LEGISLATURA | N. COMMISSIONE | PRESIDENTE                         | CARICA   | PARTITO                            |
| ----------- | -------------- | ---------------------------------- | -------- | ---------------------------------- |
| IV          | 1              | nessun presidente                  | N.D.     | N.D.                               |
| V           | 1              | Giorgio Oliva                      | senatore | Democrazia Cristiana               |
| VI          | 1              | Giorgio Oliva                      | senatore | Democrazia Cristiana               |
| VII         | 1              | Guido Fanti                        | deputato | Partito Comunista Italiano         |
| VIII        | 1              | Enzo Modica                        | senatore | Partito Comunista Italiano         |
| IX          | 1              | Armando Cossutta                   | senatore | Partito Comunista Italiano         |
| X           | 1              | Augusto Antonio Barbera            | deputato | Partito Comunista Italiano         |
| XI          | 1              | Luciano Guerzoni                   | senatore | Partito Democratico della Sinistra |
| XII         | 1              | Pietro Fontanini                   | senatore | Lega Nord                          |
| XIII        | 1              | Mario Pepe                         | deputato | Popolari Democratici - L'Ulivo     |
| XIV         | 1              | Maria Elisabetta Alberti Casellati | senatore | Forza Italia                       |
| XIV         | 1              | Carlo Vizzini                      | senatore | Forza Italia                       |
| XV          | 1              | Leoluca Orlando                    | deputato | Italia dei Valori                  |
| XVI         | 1              | Davide Caparini                    | deputato | Lega Nord                          |
| XVII        | 1              | Renato Balduzzi                    | deputato | Scelta Civica                      |
| XVII        | 1              | Gianpiero D'Alia (dal 8/01/2015)   | deputato | Alternativa Popolare               |
| XVIII       | 1              | Emanuela Corda                     | deputato | Misto                              |

| LEGISLATURA | N. COMMISSIONE | PRESIDENTE          | CARICA   | PARTITO                                    |
| ----------- | -------------- | ------------------- | -------- | ------------------------------------------ |
| IV          | 2              | Franco Restivo      | deputato | Democrazia Cristiana                       |
| IV          | 2              | Alfredo Amatucci    | deputato | Democrazia Cristiana                       |
| V           | 2              | Luigi Carraro       | senatore | Democrazia Cristiana                       |
| VI          | 2              | Francesco Cattanei  | deputato | Democrazia Cristiana                       |
| VI          | 2              | Angelo Castelli     | deputato | Democrazia Cristiana                       |
| VII         | 2              | Mino Martinazzoli   | senatore | Democrazia Cristiana                       |
| VIII        | 2              | Alessandro Reggiani | deputato | Partito Socialista Democratico Italiano    |
| XII         | 2              | Marco Preioni       | senatore | Lega Nord                                  |
| XIII        | 2              | Ignazio La Russa    | deputato | Alleanza Nazionale                         |
| XIV         | 2              | Giovanni Crema      | senatore | Gruppo misto                               |
| XV          | 2              | Carlo Giovanardi    | deputato | Gruppo misto                               |
| XVI         | 2              | Marco Follini       | senatore | Partito Democratico                        |
| XVII        | 2              | Ignazio La Russa    | deputato | Fratelli d'Italia - Centrodestra Nazionale |
| XVIII       | 2              | Maurizio Gasparri   | senatore | Forza Italia                               |
| XIX         | 2              | Enrico Costa        | deputato | Azione - Italia Viva                       |

#### Commissioni non più esistenti
| LEGISLATURA | N. COMMISSIONE | PRESIDENTE      | CARICA   | PARTITO                            |
| ----------- | -------------- | --------------- | -------- | ---------------------------------- |
| XI          | 3              | Ciriaco De Mita | deputato | Democrazia Cristiana               |
| XI          | 3              | Nilde Iotti     | deputato | Partito Democratico della Sinistra |
| XIII        | 3              | Massimo D'Alema | deputato | Sinistra Democratica - L'Ulivo     |

### Commissioni d'inchiesta bicamerali

#### Commissioni attive
| LEGISLATURA | N. COMMISSIONE | PRESIDENTE      | CARICA   | PARTITO           |
| ----------- | -------------- | --------------- | -------- | ----------------- |
| XIX         | -              | Chiara Colosimo | deputato | Fratelli d’Italia |

| LEGISLATURA | N. COMMISSIONE | PRESIDENTE        | CARICA   | PARTITO             |
| ----------- | -------------- | ----------------- | -------- | ------------------- |
| XVII        | -              | Francesca Puglisi | senatore | Partito Democratico |
| XVIII       | -              | Valeria Valente   | senatore | Partito Democratico |

#### Commissioni non più esistenti
| LEGISLATURA | N. COMMISSIONE | PRESIDENTE        | CARICA   | PARTITO            |
| ----------- | -------------- | ----------------- | -------- | ------------------ |
| XVIII       | -              | Stefano Vignaroli | deputato | Movimento 5 Stelle |

## Commissioni e comitati di indirizzo, controllo e vigilanza

### Commissioni attive
| LEGISLATURA | N. COMMISSIONE | PRESIDENTE       | CARICA   | PARTITO            |
| ----------- | -------------- | ---------------- | -------- | ------------------ |
| XIX         | -              | Barbara Floridia | senatore | Movimento 5 Stelle |

| LEGISLATURA | N. COMMISSIONE | PRESIDENTE | CARICA   | PARTITO |
| ----------- | -------------- | ---------- | -------- | ------- |
| XVIII       | -              | Ugo Parolo | deputato | Lega    |

| LEGISLATURA | N. COMMISSIONE | PRESIDENTE        | CARICA   | PARTITO             |
| ----------- | -------------- | ----------------- | -------- | ------------------- |
| XV          | -              | Claudio Scajola   | deputato | Forza Italia        |
| XVI         | -              | Francesco Rutelli | senatore | Partito Democratico |
| XVI         | -              | Massimo D'Alema   | deputato | Partito Democratico |
| XVII        | -              | Giacomo Stucchi   | senatore | Lega Nord           |
| XVIII       | -              | Lorenzo Guerini   | deputato | Partito Democratico |
| XVIII       | -              | Raffaele Volpi    | deputato | Lega                |
| XVIII       | -              | Adolfo Urso       | senatore | Fratelli d'Italia   |
| XIX         | -              | Lorenzo Guerini   | deputato | Partito Democratico |

| LEGISLATURA | N. COMMISSIONE | PRESIDENTE        | CARICA   | PARTITO             |
| ----------- | -------------- | ----------------- | -------- | ------------------- |
| XVIII       | -              | Tommaso Nannicini | senatore | Partito Democratico |

| LEGISLATURA | N. COMMISSIONE | PRESIDENTE      | CARICA   | PARTITO |
| ----------- | -------------- | --------------- | -------- | ------- |
| XVIII       | -              | Eugenio Zoffili | deputato | Lega    |

| LEGISLATURA | N. COMMISSIONE | PRESIDENTE     | CARICA   | PARTITO      |
| ----------- | -------------- | -------------- | -------- | ------------ |
| XVIII       | -              | Licia Ronzulli | senatore | Forza Italia |

## Commissioni consultive
Vi possono essere commissioni consultive previste da leggi di delega e commissioni consultive tout court: "dopo la Costituente, il principio della separazione dei poteri ha iniziato a essere declinato in
guisa tale da non guardare più con la medesima tolleranza alla commistione Esecutivo-Legislativo con cui, in epoca statutaria, si registravano compresenze parlamentari in organi (per lo più speciali) di controllo dell’amministrazione attiva: all’origine dello scandalo della Banca Romana, ad esempio, vi fu la decisione con cui il ministro dell’Agricoltura industria e commercio Luigi Miceli, nel 1889, istituì una commissione per condurre un’ispezione speciale sulle banche di emissione, chiamando a presiederla il senatore Alvisi e il commendator Biagini, funzionario del Tesoro".

### Commissioni attive
| LEGISLATURA | N. COMMISSIONE | PRESIDENTE    | CARICA   | PARTITO         |
| ----------- | -------------- | ------------- | -------- | --------------- |
| XVIII       | -              | Nicola Stumpo | deputato | Liberi e Uguali |

| LEGISLATURA | N. COMMISSIONE | PRESIDENTE          | CARICA   | PARTITO |
| ----------- | -------------- | ------------------- | -------- | ------- |
| XVIII       | -              | Cristian Invernizzi | deputato | Lega    |
| XIX         | -              | Alberto Stefani     | deputato | Lega    |